# Hermannstein
Hermannstein ist ein Stadtteil der Kreisstadt Wetzlar im mittelhessischen Lahn-Dill-Kreis.

## Geographie

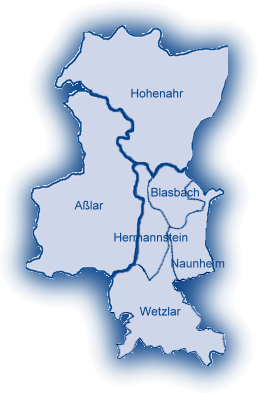
Die Nachbargemeinden

### Geographische Lage
Hermannstein liegt im unteren Dilltal am südlichen Rand des Gladenbacher Berglandes zwischen Aßlar im Nordwesten und der Wetzlarer Kernstadt mit dem Stadtbezirk Niedergirmes im Südosten. Mit Niedergirmes ist der Stadtteil Hermannstein zusammengewachsen und auch von Aßlar trennt ihn kein Landschaftsraum mehr, sondern nur noch die Trasse der Autobahn 480. Die Dill fließt am westlichen Ortsrand, auf der anderen Flussseite schließen sich große gewerblich und teils auch agrarisch genutzte Gebiete des Wetzlarer Dillfelds an. Das Siedlungsgebiet Hermannsteins liegt zwar größtenteils im Dilltal, zieht sich aber auch die anliegenden Berghänge Richtung Galgenberg im Norden und Simberg im Osten hinauf.

### Gemarkungs- und Landesgrenzen
Bis 1866 waren die Hermannsteiner Gemarkungsgrenzen zum größten Teil auch Landesgrenzen zwischen Solms und Hessen. Bei jährlich stattfindenden Grenzgängen wurden die Grenzsteine kontrolliert. Nachdem Wetzlar und die ehemals solmsischen Nachbargemeinden Niedergirmes, Blasbach und Aßlar 1815 preußisch geworden waren, mussten umfangreiche Protokolle über die Wiederaufrichtung der Grenzsteine geschrieben werden.
Grenzstreitigkeiten gab es häufig mit Niedergirmes, da die Dill, die einen Teil der Grenze bildete, ihr Flussbett nach Osten verlagerte. Nach dem großen Brand in Wetzlar 1643 wurde ein von den Schencken zu Schweinsberg an der Gemarkungsgrenze errichtetes Zollhaus zu einer schweren Belastung für die Wetzlarer, die vor allem die Brandgeschädigten traf.

### Nachbarorte
Nachbarorte des Wetzlarer Stadtteils Hermannstein sind im Uhrzeigersinn: im Norden die Gemeinde Hohenahr, im Osten die Wetzlarer Stadtteile Blasbach und Naunheim, im Süden die Kernstadt Wetzlar selbst (mit den Stadtbezirken Niedergirmes und Dillfeld) und im Westen die Stadt Aßlar.

### Geologie

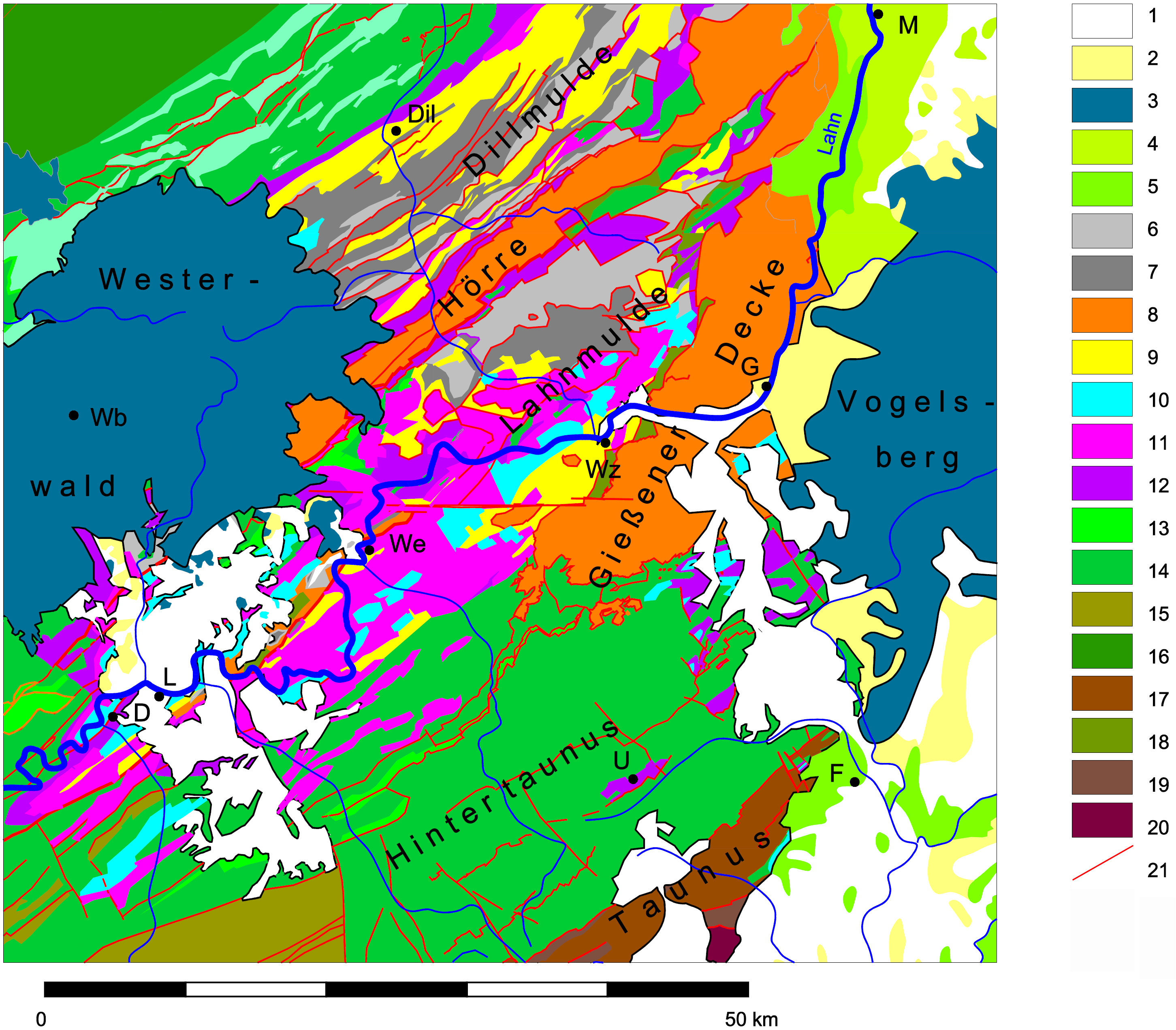
Die Geologie des Lahn-Dill-Gebiets

Geologisch gehört das Gebiet von Hermannstein zum Ostteil des Rheinischen Schiefergebirges, zum sogenannten „Hessischen Synklinorium“. Dieses hat den kompliziertesten Aufbau des Rheinischen Schiefergebirges überhaupt und wird in Dillmulde, Hörre und Lahnmulde untergliedert. Hermannstein liegt in der Lahnmulde, die hier überwiegend aus devonischen Gesteinen besteht. Es sind vor allem Kalksteine und Schalsteine.

### Bergbau
Um die Mitte des 19. Jahrhunderts wurden für die Hermannsteiner Gemarkung viele Anträge für Schürf- und Mutrechte gestellt. 14 Bergwerke wurden im Berggrundbuch der Gemeinde eingetragen. Die Braun- und Roteisenfunde waren aber nicht so mächtig, dass über Jahrzehnte hätte abgebaut werden können. Sichtbare Zeichen des historischen Hermannsteiner Bergbaus sind nicht erhalten.
In der Gegenwart wird im Osten des Ortes in einem mittlerweile über fünf Hektar großen Steinbruch Kalkstein abgebaut.

## Geschichte

### Vor- und Frühgeschichte
Die ältesten Funde in der Hermannsteiner Gemarkung werden in die Zeit der älteren bis jüngeren Steinzeit datiert. Bei den vier Fundstücken vom Westhang des Galgenbergs handelt es sich um einen Nasenschaber oder Bohrer, einem kleinen Schaber mit deutlicher Retusche, einem kleinen Abspliss (alle aus grauem Kieselschiefer) und einer kleinen Klinge aus hellgrauem, feinem Quarzit.
Im Bereich der Dreiherrensteine befinden sich 14 Hügelgräber, die in die Hallstattzeit zwischen 800 und 450 v. Chr. datiert werden. Die in der Nähe befindlichen Ackerraine weisen ebenfalls auf eine frühe Besiedlung hin.

### Mittelalter

#### Mulenheim
Bevor die Gemeinde unter ihrem heutigen Namen bekannt wurde, hieß der Ort Mulenheim. Über das genaue Alter lassen sich keine Aussagen machen, es dürfte aber eine fränkische Siedlung gewesen sein. Darauf deuten Bodenfunde, die bis in das 6./7. Jahrhundert zurückreichen und das „heim“ im Ortsnamen hin. Im Gegensatz zu einigen Nachbargemeinden wird Mulenheim nicht im Lorscher Codex erwähnt. Die erste urkundliche Erwähnung von Mulenheim stammt aus der Schiffenberger Urkunde von 1150. Vom 12. bis in das 15. Jahrhundert wird Mulenheim in den Schreibweisen Mulinheim, Mulnheim, Mühlheim, Molnheym, Molinheim und Molenheim in verschiedenen Urkunden erwähnt.
Der Ort dürfte innerhalb der heutigen Gemarkungsgrenzen gelegen haben. Die in den Urkunden erwähnten Mulenheimer Flurbezeichnungen sind mit den Hermannsteiner Flurnamen identisch.
In Mulenheim waren unter anderem das Wetzlarer Marienstift, das Kloster Altenberg, Kloster Schiffenberg, das Rittergeschlecht Lesch von Mühlheim, die Wetzlarer Patrizierfamilie von Driedorf und etliche Wetzlarer Bürger begütert.
Nach dem Bau der Burg Hermannstein errichteten die Mulenheimer Bürger wahrscheinlich unterhalb der Burg neue Häuser, um in den unruhigen Zeiten schnell Schutz zu finden. Eine Reihe alter Gehöfte wird zunächst weiterbestanden haben. In einer Urkunde aus dem Jahr 1399 wird von Ackerland gesprochen, das bei dem Hermannstein um das Dorf Molenheim gelegen ist. 1404 wird bereits ein Rule von Hirmansteyn erwähnt. Man kann also nicht von einem Untergang des Ortes Mulenheim, sondern einer Verlagerung und Umbenennung ausgehen.

##### Gerichtszugehörigkeit
Mulenheim gehörte mit Bechlingen, Aßlar, Kleinaltenstädten und Niedergirmes zum Cent- und Gerichtsbezirk Lohe. Gerichtsherren waren zunächst nur die Grafen von Solms. 1359 verpfändete aber Graf Heinrich von Solms-Braunfels seinen Anteil an den Dillcenten Dillheim, Lohe und Blasbach an den Grafen Johann von Nassau-Weilburg. Dieser überließ wenig später seine Rechte an den Dillcenten dem Landgrafen von Hessen, sodass sich fortan Solms und Hessen die Gerichtsbarkeit an der Dill teilten. Die Richtstätte des Loher Gerichts befand sich auf einer Anhöhe zwischen Aßlar und Hermannstein, dem Galgenberg, der heute noch diesen Namen trägt. Das älteste erhaltene Protokollbuch des Loher Gerichts, in dem die Gerichtsgrenzen beschrieben werden, wurde 1512 begonnen. Hermannstein gehörte vermutlich bis 1629 zum Loher Gericht. Trotz der niederen Gerichtsbarkeit, die die Freiherren Schenck besaßen, wurden alle Grundstücksangelegenheiten der Hermannsteiner Bewohner am Loher Gericht verhandelt.

##### Kirche und Kloster
Mulenheim besaß eine Kirche, die zum Archipresbyterat Wetzlar und damit zum Erzbistum Trier gehörte. Der erste urkundlich erwähnte Pfarrer ist Gottfried von Driedorf, der 1279 sein ganzes Eigentum dem Stift zu Wetzlar übereignete. Aus der zweiten Hälfte des 14. Jahrhunderts sind vier weitere Pfarrer bekannt: Hartmann, genannt Gönse (bis 1365), Wygand von Girmes (1365 bis 1383), Johann Schreiber (ab 1383) und der Wetzlarer Kleriker Konrad (ab 1388).
Im 15. Jahrhundert waren das Deutschordenshaus und die Familie Schenck zu Schweinsberg Patrone der Kirche. 1427 präsentierten die Brüder Schenck zu Schweinsberg Valentin von Lotich aus Hadamar als Pfarrer der Kirche St. Paulini zu Hermannstein. Bei dieser Kirche könnte es sich einerseits um die alte Mulenheimer Kirche handeln, die nach der Umsiedlung der Mulenheimer Bevölkerung dem Paulini geweiht worden sein könnte. Andererseits könnte sie auch eine Vorläuferkirche der heutigen Hermannsteiner Paulskirche sein, die diese Bezeichnung aber in früheren Zeiten nicht trug.
Außerdem besaß Mulenheim wie das spätere Hermannstein ein Beginen-Kloster, das 1255 zum ersten Mal urkundlich erwähnt wird.

#### Hermannstein
Der Ort geht zurück auf die Burg Hermannstein, die der hessische Landgraf Hermann II. im 14. Jahrhundert als Schutz gegen marodierende Ritterbünde und zur Sicherung der Gebietsansprüche seines Hauses im Raum Wetzlar und im Lahntal gegenüber Graf Johann von Dillenburg erbauen ließ. Begonnen wurde der Bau 1373 noch unter der Herrschaft von Heinrich II., der 1367 Hermann II. bereits eine Mitregentschaft gestattet hatte. 1379 konnte die Burg auf dem Schwarzenberg vollendet werden.
In der Folge beendete Johann von Dillenburg die Auseinandersetzung mit Hermann II., beide vereinbarten den Aufbau eines gemeinsamen Ortes am Fuße der Burg. Somit fällt die Gründung Hermannsteins in die Zeit nach 1380. In den folgenden Jahren wechselten die Burg und der Ort Hermannstein mehrfach den Besitzer, Hermanns Nachfolger Ludwig I. führte kostspielige Kriege gegen den Mainzer Erzbischof und musste Teile seiner Besitzungen verpfänden.
Im späten 15. Jahrhundert gingen sie schließlich in den Besitz von Johann Schenk zu Schweinsberg über, dessen Nachfahren sich später nach der Burg als Hermannsteiner Linie bezeichneten. Unter der Herrschaft von Johann Schenk zu Schweinsberg wurden 1491 bis 1492 die noch heute erhaltene örtliche Kirche, nach der Reformation Paulskirche genannt, sowie ein Kloster erbaut.

##### Die Freiherren von Schenck und die Grafen von Solms
Zwischen den Freiherren Schenck und den Grafen von Solms kam es im Laufe der Jahrhunderte immer wieder zum Streit über die Besitzverhältnisse in Hermannstein. 1610 reichte Graf Wilhelm zu Solms gegen die Herren Schenck zu Schweinsberg am Reichskammergericht Klage ein. In 130 Punkten legte er seine Auffassung über die Besitzverhältnisse dar. Dabei kam er zu dem Schluss, dass die Mulenheimer Mark und das Loher Gericht, also auch der Ort Hermannstein, solmsischer Besitz seien, weil Solms und Hessen seit 1350 gemeinsam Herren der Mulenheimer Zent gewesen, der hessische Landgraf aber 1468 die Solmser mit seiner Hälfte belehnt hätte. Seiner Ansicht nach gehörten den Landgrafen von Hessen nur die Burg und der Berg, auf dem sie erbaut war. Folglich verstießen die Schencken gegen geltendes Recht, wenn sie sich in der Mulenheimer Zent der Obrigkeit anmaßten. Erst 1637 kam es zu einem außergerichtlichen Vergleich, in dem den Schencken die Zivilgerichtsbarkeit und die damit verbundene Obrigkeit über Hermannstein zuerkannt wurden. Den Schencken wurden auch die hohen und niederen Jagden im Hermannsteiner Wald zugesprochen, außerdem das Fischereirecht in der Dill, dies allerdings wie von alters her gegen einen namhaften Zins. Da Caspar Magnus Schenck zu Schweinsberg, der mit 25 % am Hermannsteiner Lehen beteiligt war, am Dreißigjährigen Krieg teilnahm, konnte er den Abmachungen dieses Vergleichs nicht zustimmen.
1718 nahm dies der Graf zu Solms zum Anlass, den Vergleich für nichtig zu erklären und die Schencken und ihre Bediensteten vor allem an der Ausübung der Jagd zu hindern.
Ein weiteres Streitobjekt zwischen Solms und den Schencken war der Niedergirmeser Wald, der auf hessischem Gebiet lag. Die Hermannsteiner besaßen das Recht, gemeinsam mit den Niedergirmesern in diesem Wald ihr Vieh zu hüten. Im Siebenjährigen Krieg war der Baumbestand durch die in der Nähe stationierten Truppen stark dezimiert worden. Solms bat die Schencken im Namen der Gemeinde Niedergirmes, den Wald zu schonen, diese waren aber nur zur Schonung eines Teilstückes bereit. Diese Uneinigkeit machten sich die Hermannsteiner zunutze. Sie hüteten nach wie vor ihr Vieh im Wald und schlugen dort auch Holz.

##### Die Schenck zu Schweinsberg und die Hermannsteiner
Über das Verhältnis zwischen den neuen Herren auf Burg Hermannstein und den Bewohnern des Ortes liegen aus dem 16. Jahrhundert keine Berichte vor. Die Hermannsteiner Einwohner waren zu Hand- und Spanndiensten verpflichtet, während die Schencken ihrerseits die Dorfbewohner mit Holz versorgen mussten. Wegen dieser Dienste kam es zu Auseinandersetzungen, die 1612 durch einen Vergleich beigelegt wurden. 1819 wurden die Verpflichtungen der Dorfbewohner gegenüber den Freiherren erneut genau festgelegt.
Die Schencken waren Inhaber des Patrimonialgerichts Hermannstein, also des Gerichts erster Instanz. 1707 erstellten sie eine Gerichtsordnung, in der Straftaten und entsprechende Bußen geregelt wurden. 1822 traten die Schencken ihre Gerichtsrechte an den hessischen Staat ab.
Wegen der unklaren Besitz- und Rechtsverhältnisse zwischen den Schencken und den Hermannsteiner Einwohnern kam es immer wieder zu Rechtsstreiten. 1710 stritten sich Gemeinde und Schencken um den Galgenberg. Eine Prüfungskommission wurde eingerichtet, die die alten Ortsbürger befragte. Um 1750 wurde ein Prozess um das Weiderecht der Gemeinde auf Schenckschem Grund geführt.
Christian Caspar Schenck wollte 1771 eine Straße durch seinen Wald bauen lassen. Grund dafür war der angerichtete Schaden, der entstanden war, weil die Bauern neben dem schlechten Fahrweg durch den Wald fuhren. Obwohl der Bau der Straße bereits genehmigt war, legte die Gemeinde gegen dieses Vorhaben Beschwerde ein. Christian Caspar Schenck wandte sich daraufhin an Landgraf Ludwig IX. Die Einwendungen der Gemeinde wurden seitens der Regierung verworfen und Christian Caspar Schenck das Recht eingeräumt, den schon genehmigten Weg zu bauen.
1778 drangen die Ortsbürger in den Wald ein und schlugen eigenmächtig Holz. Der Freiherr von Schenck verklagte sie daraufhin, und die Gemeinde wurde zur Zahlung von 148 Gulden verurteilt. 1796 fuhren die Ortsbürger das an Aßlarer und Niedergirmeser Bürger verkaufte Holz ins Dorf. Dabei beriefen sie sich auf ein von ihnen wenige Jahre zuvor erwirktes Urteil, nachdem der Freiherr nur Holz aus seinem Wald verkaufen konnte, wenn zuvor durch eine Kommission festgestellt wurde, dass seine Waldungen einen Holzverkauf nach außen zuließen. Am 24. März 1796 fand die Verhandlung dieser gesetzwidrigen Tat statt. Die Gemeinde musste das weggenommene Holz bezahlen und alle Kosten tragen.
1816 schlossen die beiden Parteien einen Vergleich, um „alte Irrungen“ zu beseitigen, bei denen es um die Besitzverhältnisse zweier Grundstücke ging. 1851 stellte der Herr von Schenck den Antrag auf Teilung dieser Grundstücke.
Die Abhängigkeit der Gemeinde von den Schencken in Bezug auf die Holzzuteilung wurde 1852 aufgehoben. Die Gemeinde erhielt 413 Morgen Wald von den Schencken und verzichtete dafür auf die Berechtigung der Losholzzuteilung. Die Ablösung des den Schencken zu zahlenden Anteils am großen Zehnten folgte 1853. Mit der Ablösung der Jagdberechtigung im Jahr 1860 dürfte sich die Gemeinde aller Zehnt- und Fronverpflichtungen entledigt haben.

### Neuzeit

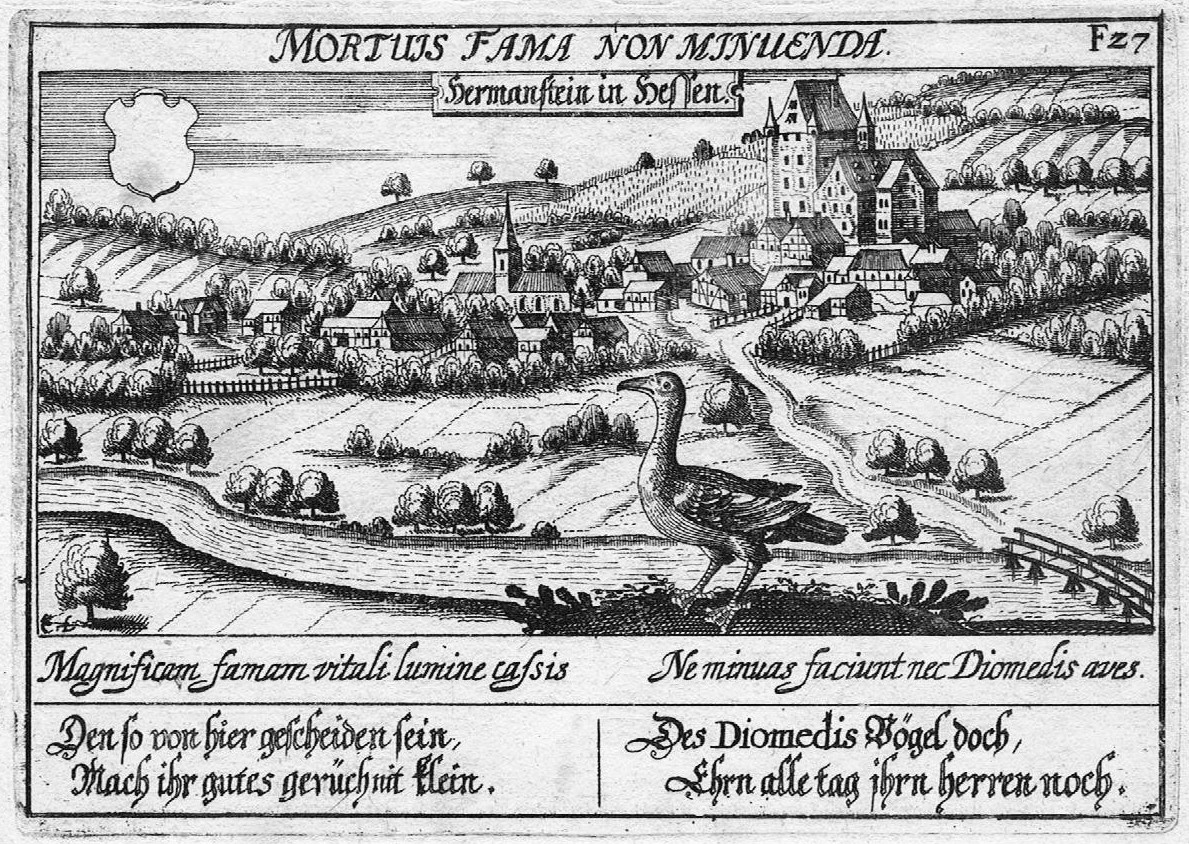
Hermannstein ca. 1630. Kupferstich aus dem Thesaurus philopoliticus.

Durch die Teilung der Landgrafschaft Hessen in die Landgrafschaften Kassel, Marburg, Rheinfels und Darmstadt kam Hermannstein 1567 zu Hessen-Marburg. Als dessen Regent 1604 kinderlos verstarb, wurde die Landgrafschaft Marburg zwischen Kassel und Darmstadt aufgeteilt. Hermannstein fiel mit dem sogenannten Hinterland an Hessen-Kassel und 1623 an Hessen-Darmstadt. Streitigkeiten zwischen Solms und Hessen blieben, bedingt durch die gemeinsame Verwaltung, nicht aus. Sie führten zu einem Vergleich, der am 30. Oktober 1629 die Trennung besiegelte. Hessen-Darmstadt erhielt das Amt Königsberg mit den Gemeinden Hermannstein, Naunheim, Waldgirmes, Frankenbach, Ober- und Niederweidbach, Roßbach und Wilsbach. An Solms fiel das Amt Hohensolms, zu dem die Orte Altenkirchen, Altenstädten, Blasbach, Oberlemp, Bermoll, Erda, Ahrdt und Mudersbach zählten.
1612 lebten in Hermannstein mehr als 160 Personen, 1662 nur noch 69. Diese starke Reduzierung der Bevölkerung kann mit dem Dreißigjährigen Krieg und seinen Folgen erklärt werden.
Während des Siebenjährigen Krieges wurde Hermannstein 1759 zum Kriegsschauplatz. Von September bis Dezember lagen sich die Heere der Franzosen und der Verbündeten der Preußen auf beiden Seiten der Lahn gegenüber. Dabei wurden deutsche Offiziere im Hofgut, im Pfarrhaus und einigen anderen Häusern einquartiert.
1796 wurden Aßlar, Hermannstein, Kleinaltenstädten und weitere Nachbargemeinden im Zuge der Koalitionskriege ausgeplündert und besetzt. Die Bevölkerung musste die Wohnungen verlassen, ihr Vieh wurde abgeschlachtet, das Mobiliar aus den Häusern weggeschleppt oder zerstört. Die Gemeinde musste 1797 ein Darlehen von 1400 Gulden zur Bestreitung der Kriegskosten und 1798 ein weiteres Darlehen von 500 Gulden „zur Zahlung drückender Kriegslasten“ aufnehmen. Aus dem Jahr 1796 stammt der „Österreicher Graben“, ein Dillkanal an der Grenze zwischen Hermannstein und Niedergirmes. Dieser verhinderte Überflutungen der für Truppenverschiebungen wichtigen Straße zwischen Wetzlar und Herborn.
Am 2. Juli 1803 fiel das halbe Dorf beim größten Brand in Hermannstein den Flammen zum Opfer. Während der Befreiungskriege 1813 bis 1815 litt Hermannstein erneut stark unter der Einquartierung und Verpflegung durchziehender Truppen.
Die Statistisch-topographisch-historische Beschreibung des Großherzogthums Hessen berichtet 1830 über Hermannstein:

„Hermannstein (L. Bez. Giessen) evangel. Pfarrdorf; liegt auf einer Anhöhe an der Dill, so wie an der von Frankfurt über Wetzlar nach Herborn ziehenden Chaussee, und gehört dem Freiherrn Schenk von Schweinsberg. Die Gemarkung ist beinahe ringsum von Preussischen Gebietstheilen umgeben, liegt 3 St. von Giessen und 1 St. von Wetzlar, hat 93 Häuser und 519 Einwohner, die außer 1 Katholiken und 38 Juden evangelisch sind. Die Ruinen des Schlosses Hermannstein sind noch ziemlich gut erhalten. Dieses Schloß wurde vom Landgrafen Hermann I. angelegt, ohne Zweifel, um die Stadt Wetzlar, über welche er das Schutzrecht ausübte, entweder kräftiger unterstützen, oder besser im Zaum halten zu können. Die Grafen von Solms sahen diesen Bau, als innerhalb ihres Territoriums, oder doch innerhalb der Gemeinschaft, als vertragswidrig und widerrechtlich an. Es entstanden Streitigkeiten, und Landgraf Hermann I. gab zwar, 1377, ein Austrägalgericht zu, nach dessen Ausspruch er den Bau entweder einstellen oder fortsetzen wollte. Indessen entsagten die Grafen von Solms, 1379, allen weitern Einsprüchen, und das Schloß Hermannstein sollte dem Landgrafen und seinen Erben auf immer eigen seyn. Otto von Solms wußte es bei dem Landgrafen Heinrich III., dahin zu bringen, daß ihm dieser, 1468, die Hälfte des Schlosses und Amts Hermannstein zu Lehen ertheilte. Gleichwohl kam Otto nicht zum Besitz, denn Landgraf Heinrich hatte das Schloß, 1466 an Ludwig von Mudersbach um 700 fl. verpfändet, und 1481 erfolgte durch Johann Schenk zu Schweinsberg, damaligen Hofmarschall des Landgrafen, die Lösung um 1000 fl. mit des Landgrafen Bewilligung. Da aber Graf Otto die eine Hälfte des Schlosses, vermöge seines Lehenbriefs in Anspruch nahm, so berief sich Johann Schenk unter andern auch darauf, daß Otto nie im Besitz des Schlosses gewesen seye. Indessen kam aber, 1489, ein Vergleich zu Stande, vermittelst dessen Graf Otto die Hälfte des Schlosses zwar von Hessen zu Lehen nehmen, aber sie wieder den Schenk Johann und seinen Erben zu Afterlehen geben sollte. Dem zu Folge belehnte Landgraf Wilhelm III. den Schenken Johann und dessen Nachkommen, nach deren Ausgang aber den ganzen Stamm der Schenken von Schweinsberg, mit der Hälfte, wozu die Solmsische Hälfte als Afterlehen hinzu kam. Es sind aber darüber zwischen den Grafen von Solms und den Schenken, wovon sich eine Linie nach Hermannstein nannte, mancherlei Streitigkeiten entstanden. Im Jahr 1328 fiel bei Hermannstein eine Schlacht vor zwischen dem Landgrafen Otto und einem Mainzischen Heere, das zur Wiedereroberung von Giessen heranzog, die zwar unentschieden blieb, Giessen aber rettete. Der Freiherr von Schenk zu Schweinsberg hat 1822 die Patrimonialgerichtsbarkeit nebst den polizeilichen Gerechtsamen, sammt Strafen, mit Ausnahme der Forstbußen, an den Staat abgetreten.“

Am 24./25. Juli 1844 richtete ein großer Brand abermals hohen Schaden in Hermannstein an.
Während des preußisch-österreichischen Krieges 1866 kämpfte das Großherzogtum Hessen-Darmstadt auf der Seite Österreichs gegen Preußen und damit auf der Seite der Verlierer. Hessen-Darmstadt musste einige hessische Gebiete an Preußen abtreten, darunter auch Hermannstein. Auch in diesem Krieg wurden preußische Truppen in Hermannstein einquartiert und verpflegt. 15 Hermannsteiner nahmen aktiv am Krieg teil, von denen einer nicht zurückkehrte und als vermisst gemeldet wurde.
Mit der 1867 erfolgten Bildung des Hinterlandkreises (am 12. August 1867 wieder in Kreis Biedenkopf umbenannt) wurde das bisherige Kreisgebiet um die Orte Fellingshausen, Frankenbach, Hermannstein, Königsberg, Krumbach, Naunheim, Rodheim und Waldgirmes erweitert, die vorher zum Kreis Gießen gehörten.
Am Deutsch-Französischen Krieg 1870/1871 nahmen 13 Hermannsteiner Bürger teil, darunter auch zwei jüdische Gemeindeglieder. Nach Kriegsende konnten alle nach Hermannstein zurückkehren.

### 20. Jahrhundert
1904 brannten in der Blasbacher Straße ein Wohnhaus und drei Scheunen ab. 1910 ereignete sich in der Dillstraße der nächste größere Brand und 1926 brannten im Hofgut die offene Halle und das benachbarte Mühlengebäude nieder.
1907 erhielt Hermannstein Gasanschluss. Am Abend des 12. Oktober waren die Straßen durch zehn Gaslaternen erstmals beleuchtet.
Im Ersten Weltkrieg standen schon zu Ende des Jahres 1914 77 Hermannsteiner an der Front. In vielen landwirtschaftlichen Betrieben musste die Arbeit nun von Frauen erledigt werden. Dass dies gelang, war dem Pächter des Hofgutes mitzuverdanken, der bereitwillig seine Gespanne zur Verfügung stellte. 44 Hermannsteiner ließen in diesem Krieg ihr Leben.
1924 wurde Hermannstein an das elektrische Stromnetz angeschlossen. Im gleichen Jahr begann die Konsolidierung des landwirtschaftlichen Grundbesitzes. Durch die Realteilung war die Größe der einzelnen Felder so reduziert, dass kaum Maschinen zur Bearbeitung eingesetzt werden konnten. Im Interesse der Landwirtschaft wurde eine Zusammenlegung durchgeführt.
Bis 1930 wurde das Wasser aus Brunnen gepumpt. Neben etlichen privaten Brunnen gab es acht öffentliche. Mit dem Bau eines Hochbehälters erhielt das Dorf 1930 eine Wasserleitung.
1932 führte Preußen eine Gebietsneuordnung durch, bei der der Kreis Biedenkopf aufgelöst wurde. Dabei wurde der südlichste Teil des Kreises, der umgangssprachlich scherzhaft auch „Pannkuchevertel“ genannt wurde, mit Hermannstein und den anderen sieben oben genannten Gemeinden, dem Kreis Wetzlar zugeschlagen. Dieser gehörte vorher als Exklave zur Rheinprovinz und wurde nun der Provinz Hessen-Nassau zugeteilt.
Als im Zweiten Weltkrieg die Bombardierungen der Städte Frankfurt, Gießen und Wetzlar zunahmen, suchten viele Hermannsteiner Schutz im Stollen des Kalksteinbruchs an der Blasbacher Straße, da im Ort kein bombensicherer Keller existierte. Vom 11. bis 30. September 1939 mussten 196 bayrische Soldaten in Privatquartieren aufgenommen werden. Ihnen folgten Österreicher, die fast das ganze Winterhalbjahr 1939/40 hier ihr Quartier bezogen. Am 18. März 1944 ging im Dillfeld eine Luftmine nieder, die in fast allen Wohnungen des Dorfes die Fensterscheiben zerstörte und an vielen Dächern Schaden anrichtete. Am 28. Mai 1944 entstanden durch Bombenabwürfe große Flurschäden. Bei einem Angriff auf Wetzlar am 21. November 1944 kam ein Hermannsteiner Bürger ums Leben. Am 28. März 1945 wurden in Hermannstein drei Soldaten durch einen amerikanischen Artillerieangriff getötet. In den letzten Tagen des Krieges hatte sich ein junger Leutnant mit einigen Soldaten am Ortsrand nach Aßlar eingegraben, um die Amerikaner mit Panzerfäusten aufzuhalten. Einigen älteren Männern aus der Aßlarer Straße gelang es, sie von der Unsinnigkeit ihres Vorhabens zu überzeugen. In der Nacht vor dem Eintreffen der Amerikaner zogen sie ab. Am Morgen des 29. März (Gründonnerstag) zogen die Amerikaner durch Hermannstein. 141 Kriegsopfer (einschließlich der gefallenen Angehörigen der Heimatvertriebenen) musste die Gemeinde beklagen.
Nach dem Zweiten Weltkrieg fanden viele Heimatvertriebene in Hermannstein eine neue Bleibe. Aus Jugoslawien kamen drei Familien mit 28 Personen, aus Ungarn vier Familien mit 25 Personen. Die größte Vertriebenengruppe, 57 Familien mit 150 Personen, kam aus dem Sudetenland, vorwiegend aus dem Kreis Mährisch Schönberg. Sie wurden am 25. Juli 1946 in Hermannstein einquartiert. Zu diesem Zeitpunkt waren bereits 226 Flüchtlinge und Vertriebene aus anderen Gebieten aufgenommen. Dazu kamen Ausgebombte aus Wetzlar, Gießen, Frankfurt und Köln.
Bis ins 20. Jahrhundert hinein war Hermannstein vorwiegend landwirtschaftlich geprägt. 1890 waren von 169 Wahlberechtigten 60 Landwirte, 41 Hüttenarbeiter und 16 Handwerker. 1928 lebten noch 38 Familien von der Landwirtschaft. Nach dem Zweiten Weltkrieg entwickelte sich Hermannstein zu einem bevorzugten Wohnstandort, insbesondere für die Arbeiter der Buderus-Werke im nahen Wetzlarer Dillfeld.
Das Wirtschaftswunder begünstigte die enorme Vergrößerung des Ortes. Im Ringtausch zwischen der Erbengemeinschaft Freiherr Schenck zu Schweinsberg, der Firmengruppe Buderus und der Gemeinde Hermannstein wechselten 1961/62 etwa 80 ha Land den Besitzer. Dies war die Voraussetzung für die Erschließung neuer Baugebiete. Allein im Bereich Schäfersheck wurden 208 Wohnungen errichtet. Der erhöhte Wasserbedarf erforderte den Bau von zwei Tiefbrunnen und eines Hochbehälters. Ab 1963 konnten sogar die Edelstahlwerke Buderus ausreichend mit Wasser beliefert werden.
In dieser Zeit wurden auch die Philipp-Schubert-Schule, ein Kindergarten, das Rathaus mit Schwesternstation, der Feuerwehrstützpunkt, die Friedhofskapelle, zwei Sportplätze mit Nebenanlagen und mehrere Kinderspielplätze gebaut. Außerdem wurde der Ortskern saniert und Hermannstein beteiligte sich am Bau des Schwimmbads in Aßlar.
Bis 1970 wurden in Hermannstein 303 neue Wohnhäuser errichtet, bis 1976 waren es rund 400. Zusätzlich baute die gemeinnützige Wohnungsbaugesellschaft große Mehrfamilienhäuser.

### 21. Jahrhundert
Im Frühjahr 2015 begann die Erschließung des Neubaugebiets „Am Rotenberg“ auf einer Fläche, die bisher im Eigentum der Buderus Immobilien GmbH stand, und die sich nördlich an die bisherige Bebauung Hermannsteins anschließt. Im Sommer 2015 wurde mit dem Bau von 104 geplanten Häusern begonnen.
Am 30. Juni 2018 wurde der 4000. Einwohner angemeldet, womit Hermannstein nun nach der Kernstadt der größte Stadtteil Wetzlars war.

### Historische Straßen und Wege
Hermannstein lag an der Hohen Straße, die in diesem Bereich vom Siechhof über den Linsenberg und dann durch die Falltorstraße dillaufwärts ins Biedenkopfer Land und weiter nach Westfalen führte.

#### Die Straße zwischen Aßlar und Wetzlar
Die Talstraße (heute Aßlarer und Wetzlarer Straße) wurde erst im 19. Jahrhundert angelegt. Sie war Teil der Fernstraße von Dillenburg über Herborn und Aßlar nach Wetzlar, die nach dem Siebenjährigen Krieg zu einer breiten Chaussee ausgebaut werden sollte. Erst 1784 einigte man sich auf eine Straßenführung am Mühlberg bei Sinn den linken Dillhang entlang durch Hermannstein und am Siechhof vorbei. 1789 wurde der Streckenabschnitt im nassauischen Gebiet beendet. Für den hessischen Abschnitt war ein Dillkanal zwischen Hermannstein und Wetzlar notwendig, für dessen Bau der Landgraf Ludwig IX. erst 1781 seine Einwilligung gab. Der Bau an dem etwa einen Kilometer langen Graben, an dem sich die Stadt Wetzlar, Solms und Hessen zu je einem Drittel beteiligten, begann noch im November 1781. Im Mai 1782 stellten die Hessen die noch unvollendeten Arbeiten wieder ein. Bis 1796 tat sich nichts mehr, bis dann die Österreicher den Grabenbau vollendeten. Es dauerte aber noch mehr als 30 Jahre, bis der Abschnitt zwischen Wetzlar und der Hermannsteiner Grenze errichtet wurde. 1830 wurde das Hermannsteiner Chausseestück zwischen Wetzlarer und Aßlarer Grenze fertig gestellt.

#### Die Straße nach Blasbach
1846 wurde von Preußen der Bau einer Straße von Hohensolms über Blasbach nach Hermannstein angeregt. Da Hermannstein die Kosten für den Straßenbau zunächst nicht aufbringen wollte, wurde erst 1866 damit begonnen. Die Unterhaltung der Blasbacher Straße belastete die Gemeinde stark. Vor allem das untere Ende wurde durch die Kalksteintransporte zwischen den Steinbrüchen am Dorfende und dem Buderusschen Fabrikgelände stark in Mitleidenschaft gezogen.

#### Die Dillbrücke
Vor 1860 gab es in Hermannstein keine befahrbare Brücke über die Dill, sondern nur einen Holzsteg. Fuhrwerke mussten die Dill in einer Furt durchqueren. Infolge des Baues der Deutz-Gießener Eisenbahn wurde das Dillbett 1860 verlegt, wobei die Furt verschwand. Die nun erforderliche Fahrbrücke, eine Holzkonstruktion, entstand 1861/62 als Gemeinschaftsanlage der Eisenbahngesellschaft und der Gemeinde. 1888 musste die baufällig gewordene Brücke repariert werden. 1905 wurde direkt unterhalb der hölzernen Brücke eine neue Brücke aus Grünstein errichtet. 1946 wurde die Brücke stark beschädigt, als zwei amerikanische Panzer mit einer Panzerbrücke auf die andere Dillseite fuhren. 1988 war eine grundlegende Erneuerung des 60 m langen Bauwerkes erforderlich, um es für den Schwerverkehr befahrbar zu machen.

### Hessische Gebietsreform
Am 31. Dezember 1971 wurde im Zuge der hessischen Gebietsreform Blasbach auf freiwilliger Basis ein Ortsteil von Hermannstein.
Als größtes Projekt der Gebietsreform entstand zum 1. Januar 1977 kraft Landesgesetz aus den beiden Städten Gießen und Wetzlar und 14 Umlandgemeinden darunter Hermannstein die Stadt Lahn. Als nach heftigen Protesten der Bevölkerung die Stadt Lahn zum 1. August 1979 wieder aufgelöst wurde, kamen Hermannstein und Blasbach als Stadtteile zu Wetzlar. Für die beiden Stadtteile wurde je ein Ortsbezirk mit Ortsbeirat und Ortsvorsteher nach Maßgabe der §§ 81 und 82 HGO und des Kommunalwahlgesetzes in der jeweils gültigen Fassung gebildet.

### Verwaltungsgeschichte im Überblick
Die folgende Liste zeigt die Staaten und Verwaltungseinheiten, denen Hermannstein angehört(e):
- vor 1357: Heiliges Römisches Reich, Grafen von Solms
- ab 1357: Heiliges Römisches Reich, Landgrafschaft Hessen und Hohensolms gemeinschaftlich, Amt Königsberg
- ab 1567: Heiliges Römisches Reich, Landgrafschaft Hessen-Marburg und Hohensolms gemeinschaftlich, Amt Königsberg[13]
- 1604–1648: Heiliges Römisches Reich, strittig zwischen Landgrafschaft Hessen-Darmstadt und Landgrafschaft Hessen-Kassel (Hessenkrieg)
- ab 1627: Heiliges Römisches Reich, Landgrafschaft Hessen-Darmstadt und Hohensolms gemeinschaftlich, Amt Königsberg
- ab 1629: Heiliges Römisches Reich, Landgrafschaft Hessen-Darmstadt (durch Abteilungsvertrag), Amt Königsberg[14] (Ort: Lehen der Freiherren Schenck zu Schweinsberg)
- 1787: Heiliges Römisches Reich, Landgrafschaft Hessen-Darmstadt, Amt Königsberg (Ort: Lehen der Freiherren Schenck zu Schweinsberg)[15]
- ab 1806: Großherzogtum Hessen,[Anm. 2] Fürstentum Oberhessen (1803–1816), Amt Königsberg[16][17] (Ort: Lehensbesitz der Freiherren Schenck zu Schweinsberg)
- ab 1816: Großherzogtum Hessen, Provinz Oberhessen, Amt Königsberg[18] (Ort: Lehen der Freiherren Schenck zu Schweinsberg)
- ab 1821: Großherzogtum Hessen, Provinz Oberhessen, Landratsbezirk Gießen[Anm. 3][19]
- ab 1832: Großherzogtum Hessen, Provinz Oberhessen, Landkreis Gießen
- ab 1848: Großherzogtum Hessen, Regierungsbezirk Gießen
- ab 1852: Großherzogtum Hessen, Provinz Oberhessen, Landkreis Gießen
- ab 1867: Norddeutscher Bund, Königreich Preußen,[Anm. 4] Provinz Hessen-Nassau, Regierungsbezirk Wiesbaden, Kreis Biedenkopf (übergangsweise Hinterlandkreis)[14]
- ab 1871: Deutsches Reich, Königreich Preußen, Provinz Hessen-Nassau, Regierungsbezirk Wiesbaden, Kreis Biedenkopf
- ab 1918: Deutsches Reich, Freistaat Preußen, Provinz Hessen-Nassau, Regierungsbezirk Wiesbaden, Kreis Biedenkopf
- ab 1932: Deutsches Reich, Freistaat Preußen, Provinz Hessen-Nassau, Regierungsbezirk Wiesbaden, Kreis Wetzlar
- ab 1944: Deutsches Reich, Freistaat Preußen, Provinz Nassau, Kreis Wetzlar
- ab 1945: Deutsches Reich, Amerikanische Besatzungszone,[Anm. 5] Groß-Hessen, Regierungsbezirk Wiesbaden, Kreis Wetzlar
- ab 1946: Deutsches Reich, Amerikanische Besatzungszone, Hessen, Regierungsbezirk Wiesbaden, Kreis Wetzlar
- ab 1949: Bundesrepublik Deutschland, Hessen, Regierungsbezirk Wiesbaden, Kreis Wetzlar
- ab 1968: Bundesrepublik Deutschland, Hessen, Regierungsbezirk Darmstadt, Landkreis Wetzlar
- ab 1977: Bundesrepublik Deutschland, Hessen, Regierungsbezirk Darmstadt, Stadt Lahn
- ab 1979: Bundesrepublik Deutschland, Hessen, Regierungsbezirk Darmstadt, Lahn-Dill-Kreis, Stadt Wetzlar
- ab 1981: Bundesrepublik Deutschland, Hessen, Regierungsbezirk Gießen, Lahn-Dill-Kreis, Stadt Wetzlar

### Gerichte seit 1803
In der Landgrafschaft Hessen-Darmstadt wurde mit Ausführungsverordnung vom 9. Dezember 1803 das Gerichtswesen neu organisiert. Für das Fürstentum Oberhessen (ab 1815 Provinz Oberhessen) wurde das „Hofgericht Gießen“ eingerichtet. Es war für normale bürgerliche Streitsachen Gericht der zweiten Instanz, für standesherrliche Familienrechtssachen und Kriminalfälle die erste Instanz. Übergeordnet war das Oberappellationsgericht Darmstadt. Die Rechtsprechung der ersten Instanz wurde durch die Ämter bzw. Standesherren vorgenommen und somit war für Hermannstein das Patrimonialgericht Hermannstein der Schenken zu Schweinsberg zuständig, die 1822 ihre Rechte am Gericht an den hessischen Staat abgaben. Nach der Gründung des Großherzogtums Hessen 1806 wurden die Aufgaben der ersten Instanz 1822 im Rahmen der Trennung von Rechtsprechung und Verwaltung auf die neu geschaffenen Land- bzw. Stadtgerichte übertragen. „Landgericht Gießen“ war daher von 1822 bis 1866 die Bezeichnung für das erstinstanzliche Gericht, das auch für Hermannstein zuständig war.
Nach der Abtretung des nordwestlichen Teils des Landkreises Gießen und mit ihm Hermannstein an Preußen, infolge des Friedensvertrags vom 3. September 1866 zwischen dem Großherzogtum Hessen und dem Königreich Preußen, wurde Hermannstein vom Landgericht Gießen abgetrennt. Im Juni 1867 erging eine königliche Verordnung, die die Gerichtsverfassung im vormaligen Herzogtum Nassau und den vormals zum Großherzogtum Hessen gehörenden Gebietsteilen neu ordnete. Die bisherigen Gerichtsbehörden sollten aufgehoben und durch Amtsgerichte in erster, Kreisgerichte in zweiter und ein Appellationsgericht in dritter Instanz ersetzt werden. Im Zuge dessen erfolgte am 1. September 1867 die Umbenennung des bisherigen Landgerichts in Amtsgericht Gladenbach und die Zulegung Hermannstein zu diesem Gericht. Die Gerichte der übergeordneten Instanzen waren das Kreisgericht Dillenburg und das Appellationsgericht Wiesbaden. Aufgrund des Gerichtsverfassungsgesetzes 1877 kam es mit Wirkung zum 1. Oktober 1879 zum Wechsel des Amtsgerichts in den Bezirk des neu errichteten Landgerichts Marburg. Mit Wirkung zum 1. Oktober 1902 wurden Naunheim vom Amtsgerichtsbezirk Gladenbach getrennt und dem Amtsgericht Wetzlar zugelegt.

## Bevölkerung

### Einwohnerstruktur 2011
Nach den Erhebungen des Zensus 2011 lebten am Stichtag dem 9. Mai 2011 in Hermannstein 3339 Einwohner. Darunter waren 390 (11,7 %) Ausländer. Nach dem Lebensalter waren 540 Einwohner unter 18 Jahren, 1413 zwischen 18 und 49, 699 zwischen 50 und 64 und 684 Einwohner waren älter. Die Einwohner lebten in 1503 Haushalten. Davon waren 510 Singlehaushalte, 414 Paare ohne Kinder und 420 Paare mit Kindern, sowie 120 Alleinerziehende und 39 Wohngemeinschaften. In 351 Haushalten lebten ausschließlich Senioren und in 1005 Haushaltungen lebten keine Senioren.

### Einwohnerentwicklung
| • 1742: | 077 Haushaltungen        |
| • 1806: | 419 Einwohner, 89 Häuser |
| • 1829: | 519 Einwohner, 93 Häuser |

| Hermannstein: Einwohnerzahlen von 1800 bis 2020 | Hermannstein: Einwohnerzahlen von 1800 bis 2020 | Hermannstein: Einwohnerzahlen von 1800 bis 2020 | Hermannstein: Einwohnerzahlen von 1800 bis 2020 | Hermannstein: Einwohnerzahlen von 1800 bis 2020 |
| --- | ----------------------------------------------- | ----------------------------------------------- | ----------------------------------------------- | ----------------------------------------------- |
| Jahr |                                                 |                                                 |                                                 | Einwohner                                       |
| 1800 | 1800                                            |                                                 | 335                                             | 335                                             |
| 1806 | 1806                                            |                                                 | 419                                             | 419                                             |
| 1829 | 1829                                            |                                                 | 519                                             | 519                                             |
| 1834 | 1834                                            |                                                 | 577                                             | 577                                             |
| 1840 | 1840                                            |                                                 | 606                                             | 606                                             |
| 1846 | 1846                                            |                                                 | 653                                             | 653                                             |
| 1852 | 1852                                            |                                                 | 696                                             | 696                                             |
| 1858 | 1858                                            |                                                 | 682                                             | 682                                             |
| 1864 | 1864                                            |                                                 | 705                                             | 705                                             |
| 1871 | 1871                                            |                                                 | 697                                             | 697                                             |
| 1875 | 1875                                            |                                                 | 734                                             | 734                                             |
| 1885 | 1885                                            |                                                 | 780                                             | 780                                             |
| 1895 | 1895                                            |                                                 | 869                                             | 869                                             |
| 1905 | 1905                                            |                                                 | 1.035                                           | 1.035                                           |
| 1910 | 1910                                            |                                                 | 1.147                                           | 1.147                                           |
| 1925 | 1925                                            |                                                 | 1.282                                           | 1.282                                           |
| 1939 | 1939                                            |                                                 | 1.636                                           | 1.636                                           |
| 1946 | 1946                                            |                                                 | 2.056                                           | 2.056                                           |
| 1950 | 1950                                            |                                                 | 2.195                                           | 2.195                                           |
| 1956 | 1956                                            |                                                 | 2.466                                           | 2.466                                           |
| 1961 | 1961                                            |                                                 | 2.650                                           | 2.650                                           |
| 1967 | 1967                                            |                                                 | 3.851                                           | 3.851                                           |
| 1970 | 1970                                            |                                                 | 3.625                                           | 3.625                                           |
| 1976 | 1976                                            |                                                 | 3.777                                           | 3.777                                           |
| 1990 | 1990                                            |                                                 | 3.697                                           | 3.697                                           |
| 1996 | 1996                                            |                                                 | 3.754                                           | 3.754                                           |
| 2005 | 2005                                            |                                                 | 3.550                                           | 3.550                                           |
| 2008 | 2008                                            |                                                 | 3.614                                           | 3.614                                           |
| 2011 | 2011                                            |                                                 | 3.339                                           | 3.339                                           |
| 2015 | 2015                                            |                                                 | 3.632                                           | 3.632                                           |
| 2020 | 2020                                            |                                                 | 3.975                                           | 3.975                                           |
| Datenquelle: Historisches Gemeindeverzeichnis für Hessen: Die Bevölkerung der Gemeinden 1834 bis 1967. Wiesbaden: Hessisches Statistisches Landesamt, 1968. Weitere Quellen: LAGIS; nach 1977: Einwohnerzahlen Stadt Wetzlar; Zensus 2011 |                                                 |                                                 |                                                 |                                                 |

### Historische Religionszugehörigkeit
| • 1885: | 0732 evangelische, 7 katholische und 31 jüdische Einwohner                                                       |
| • 1961: | 2001 evangelische (= 75,51 %) und 563 (= 21,25 %) katholische Einwohner                                          |
| • 2017: | 1600 evangelische (= 41,0 %), 574 (= 14,0 %) katholische, 1753 konfessionslose und sonstige (= 44,9 %) Einwohner |

### Staatsangehörigkeits-Statistik
| Quelle: Stadt Wetzlar |                                                                           |
| • 2005:               | 3209 Deutsche, 441 Nichtdeutsche (5,9 %) davon 225 Frauen und 216 Männer  |
| • 2012:               | 3071 Deutsche, 463 Nichtdeutsche (13,1 %) davon 225 Frauen und 238 Männer |
| • 2015:               | 3042 Deutsche, 590 Nichtdeutsche (16,2 %) davon 268 Frauen und 322 Männer |
| • 2017:               | 3141 Deutsche, 759 Nichtdeutsche (19,5 %) davon 359 Frauen und 400 Männer |

## Religion

### Christentum
Die Evangelische Kirchengemeinde Hermannstein ist die größte religiöse Vereinigung im Ort. Sie hält ihre Gottesdienste jeden Sonntag in der Paulskirche in der Wetzlarer Straße ab. Hermannstein und Naunheim gehören, im Gegensatz zu allen anderen Stadtteilen und der Kernstadt Wetzlars, welche zur Evangelischen Kirche im Rheinland gehören, zur Evangelischen Kirche in Hessen und Nassau. Innerhalb dieser Landeskirche gehört Hermannstein der Propstei Nord-Nassau und dort dem Dekanat Gladenbach an.
Die katholischen Christen in Hermannstein gehören zur Pfarrei St. Walburgis in Wetzlar-Niedergirmes. Diese liegt im Pastoralen Raum Wetzlar-Stadt im Kirchenbezirk Wetzlar, der wiederum zum Bistum Limburg gehört.

### Judentum
Die erste Nachricht über Juden in Hermannstein stammt aus dem Jahr 1668. 1826 wird von elf hier ansässigen jüdischen Familien berichtet. Zwischen 1823 und 1838 werden in Urkunden 16 jüdische Wohnungen angegeben. Von 1838 bis 1874 wurden 59 Geburten, elf Heiraten und 32 Sterbefälle in einem Register aufgeführt. 1853 waren 56 Juden in Hermannstein gemeldet. Die Zahl der Wohnungen stieg bis 1874 auf 25 an.
Bevor 1842 der heute noch erhaltene jüdische Friedhof gegenüber dem evangelischen Friedhof in der Friedenstraße angelegt wurde, besaß die jüdische Gemeinde eine Begräbnisstätte an der Dill im Bereich der heutigen Huthstraße.
Gegen Ende des 19. Jahrhunderts schrumpfte die jüdische Gemeinde stark zusammen. Obwohl 1880 noch eine Thora-Einweihung stattfand, schlossen sich die Hermannsteiner Juden 1892 der jüdischen Gemeinde in Aßlar an. Sie begründeten dies mit der geringen Mitgliederzahl, die auf sechs zurückgegangen war.
1920 verließen zehn Juden, vermutlich aus wirtschaftlichen Gründen, Hermannstein. 1933 lebten nur noch Berta Goldschmidt, die ein Lebensmittelgeschäft betrieb und zwei weitere jüdische Familien hier, deren Häuser 1939 enteignet wurden. Berta Goldschmidt zog zu ihrer Schwester nach Ehringshausen, wo sie verstarb.
Sigmund Isaak wurde im Zuge der Novemberpogrome 1938 in der Wachstube des Bürgermeisteramtes inhaftiert. Er wurde bei dieser Aktion massiv misshandelt. Später wurde er in das Konzentrationslager Buchenwald gebracht. Dem Umstand, dass die Konzentrationslager zu diesem Zeitpunkt nicht auf die Aufnahme vieler Juden vorbereitet waren, ist es zu verdanken, dass er wieder in die Heimat entlassen wurde. Sigmund und Sabine Isaak sind im September 1941 über Spanien – per Antrag ihrer Tochter, Hildegard Berg, geb. Simon  – nach Argentinien geflüchtet. Der Sohn Leo Isaak war bereits 1937 nach England geflohen. Sigmund Isaak war der zweite Mann von Sabine. David Simon, ihr erster Mann, und Hildegards Vater, ist 1917 im Ersten Weltkrieg gefallen.

### Weitere Religionen
Der Saal der Jehovas Zeugen Versammlung Wetzlar e. V. befindet sich in der Ludwigstraße 9.

## Politik

### Ortsbeirat
Bei der Wahl zum Ortsbeirat am 14. März 2021 ergab sich folgende Sitzverteilung. Zum Vergleich die Wahlergebnisse der vorhergehenden Wahlperioden.
| Parteien und Wählergemeinschaften | Parteien und Wählergemeinschaften           | % 2021 | Sitze 2021 | % 2016 | Sitze 2016 | % 2011 | Sitze 2011 |
| --------------------------------- | ------------------------------------------- | ------ | ---------- | ------ | ---------- | ------ | ---------- |
| FW                                | Freie Wähler                                | 39,8   | 4          | 34,0   | 3          | 23,6   | 2          |
| SPD                               | Sozialdemokratische Partei Deutschlands     | 39,2   | 3          | 52,6   | 5          | 55,9   | 5          |
| FDP                               | Freie Demokratische Partei                  | 12,7   | 1          | 13,4   | 1          | 3,3    | 0          |
| CDU                               | Christlich Demokratische Union Deutschlands | 8,4    | 1          | 0,0    | 0          | 17,2   | 2          |
| Gesamt                            | Gesamt                                      | 100,0  | 9          | 100,0  | 9          | 100,0  | 9          |
| Wahlbeteiligung in %              | Wahlbeteiligung in %                        | 39,5   | 39,5       | 37,9   | 37,9       | 40,6   | 40,6       |

### Schultheißen und Bürgermeister
| Name                           | Amtszeit  | Anmerkungen                                                        |
| ------------------------------ | --------- | ------------------------------------------------------------------ |
| Conrad Dietrich                | 1664      | Erster namentlich nachgewiesener Bürgermeister                     |
| Martin Seipp († 1685)          |           | Schultheiß                                                         |
| Johannes Weber                 | 1721      | Bürgermeister                                                      |
| Andreas Jost                   | 1726      |                                                                    |
| Johann Jost Lang               | 1734      |                                                                    |
| Johann Balthasar Vogel         | 1735      |                                                                    |
| Johann Jakob Eckhard           | 1759      |                                                                    |
| Fritz Hedderich                | 1781      |                                                                    |
| Bernhard Daniel                | 1784      |                                                                    |
| Karl Kahn                      | 1812      | Hoheitsschultheiß                                                  |
| Philipp Wagner                 | 1817–1823 |                                                                    |
| Jakob Reuschling               | 1823–1826 | Bürgermeister                                                      |
| Balthasar Jost                 | 1826–1830 |                                                                    |
| Friedrich Scholl († 1840)      | 1830–1840 |                                                                    |
| Jakob Wagner                   | 1841–1861 |                                                                    |
| Philipp Wagner                 | 1862–1884 |                                                                    |
| Philipp Spory († 20. Mai 1902) | 1884–1902 |                                                                    |
| Jakob Hedderich                | 1902–1921 |                                                                    |
| Heinrich Helm                  | 1921–1929 |                                                                    |
| Philipp Schubert               | 1930–1933 | SPD, ehrenamtlicher Bürgermeister                                  |
| Wilhelm Lepper                 | 1933–1945 |                                                                    |
| Philipp Schubert               | 1945–1960 | Ab April 1945 ehrenamtlicher, ab 1948 hauptamtlicher Bürgermeister |
| Karl Kuhlmann                  | 1960–1977 | Letzter Bürgermeister vor der Eingemeindung Hermannsteins          |

### Ortsvorsteher
Amtierender Ortsvorsteher ist Christopher Ruppricht (FWG). Seine Stellvertreter sind Sabrina Zeaiter (SPD) und Jochen Horz (FDP).

### Wappen
Blasonierung des Wappens des Ortes Hermannstein: Schild durch einen silbernen Freizinnenschrägbalken geteilt; oben in Blau ein bunter hessischer Löwenkopf, unten in Rot ein silbernes Mühlrad.
Das Wappen wurde am 20. März 1972 verliehen. Das Mühlrad ist Hinweis auf die älteste Geschichte. Der Ort hieß bis gegen Ende des 14. Jahrhunderts Mühlheim und führte seinen Namen nach einer Mühle. Rot und Silber waren auch die Farben der ortsansässigen Lesch von Mühlheim. Die Zinnen erinnern an die Burg Hermannstein. Der Löwenkopf zeigt die Zugehörigkeit zu Hessen an.

## Kultur und Sehenswürdigkeiten

### Theater
Seit dem Jahr 2002 finden jährlich im Sommer Aufführungen der Wetzlarer Festspiele im Hofgut Hermannstein statt.

### Bauwerke

#### Burg Hermannstein
Die im 14. Jahrhundert errichtete Burg Hermannstein war bis ins 18. Jahrhundert von Angehörigen des Adelsgeschlechts zu Schweinsberg bewohnt. Danach verfiel die Burg, nun unbewohnt, zunehmend. Am 26. Juni 1961 wurde die Burg von der Familie zu Schweinsberg an Buderus verkauft. Bis 1965 wurde das mittelalterliche Gebäude restauriert und teils Wohnungen eingerichtet.

#### Paulskirche
Die 1491 bis 1492 errichtete, ursprünglich katholische Pfarrkirche wurde im Zuge der Reformation im 16. Jahrhundert in Paulskirche umbenannt. In ihr befindet sich ein wertvolles Sandsteinrelief aus dem Jahr 1492, das die Geburt Christi darstellt.

#### Pfarrhaus
Das Pfarrhaus wurde im Jahr 1494 als Klause für Beginen direkt neben der Kirche gebaut.

#### Hofgut Hermannstein
Das Hofgut Hermannstein stammt vermutlich aus dem 12. Jahrhundert und ist damit älter als die benachbarte Burg. Es gehörte zu Mulenheimer Zeit dem Kloster Altenberg.

#### Rathaus und Backhaus des Oberdorfes
Eine Ratsstube wird erstmals 1823 erwähnt. Sie befand sich auf dem Backhaus des Oberdorfes. Vermutlich 1884 erfolgten der Abbruch des östlichen Stalles und der Anbau eines Treppenhauses. Ab 1885 wurde die Ratsstube tagsüber als Schulsaal genutzt. In der Zeit von 1930 bis 1940 diente sie als Amtssitz des Bürgermeisters.

#### Backhaus des Unterdorfes
Das Backhaus in der Dillstraße wurde vor 1664 erbaut. Im Obergeschoss befand sich die Wohnung der Backfrau. Das Backhaus wird heute noch zum Backen genutzt.

#### Kulturdenkmäler
- Liste der Kulturdenkmäler in Hermannstein

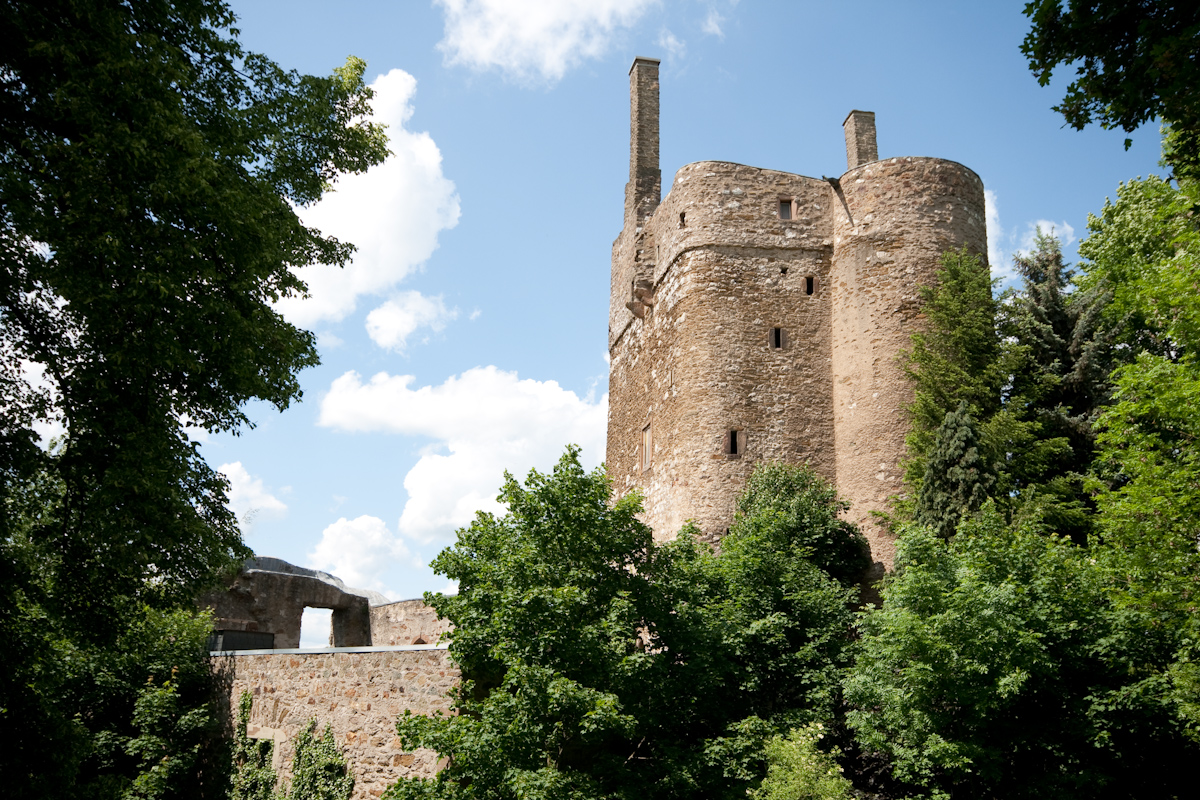
Burgruine
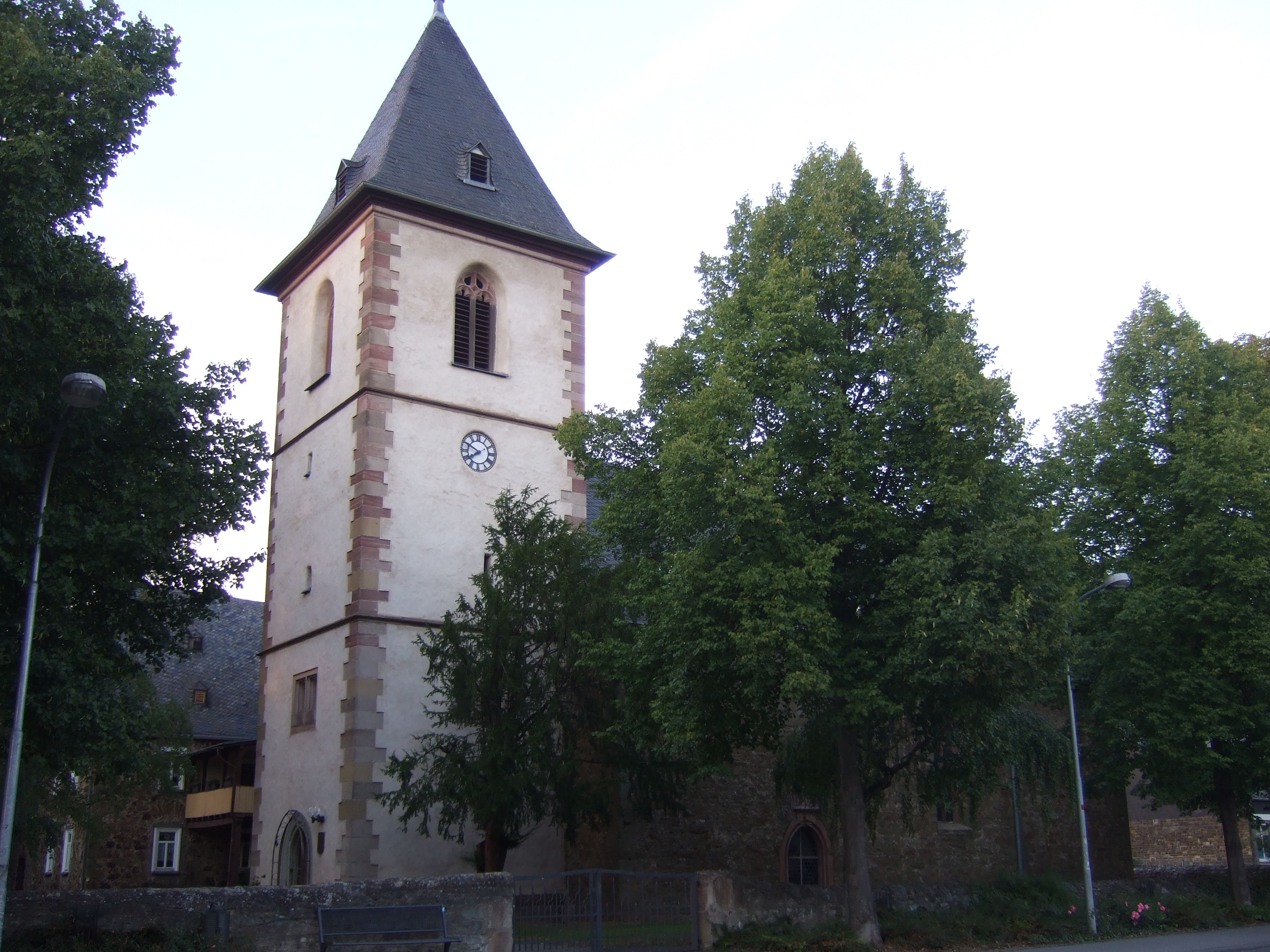
Paulskirche
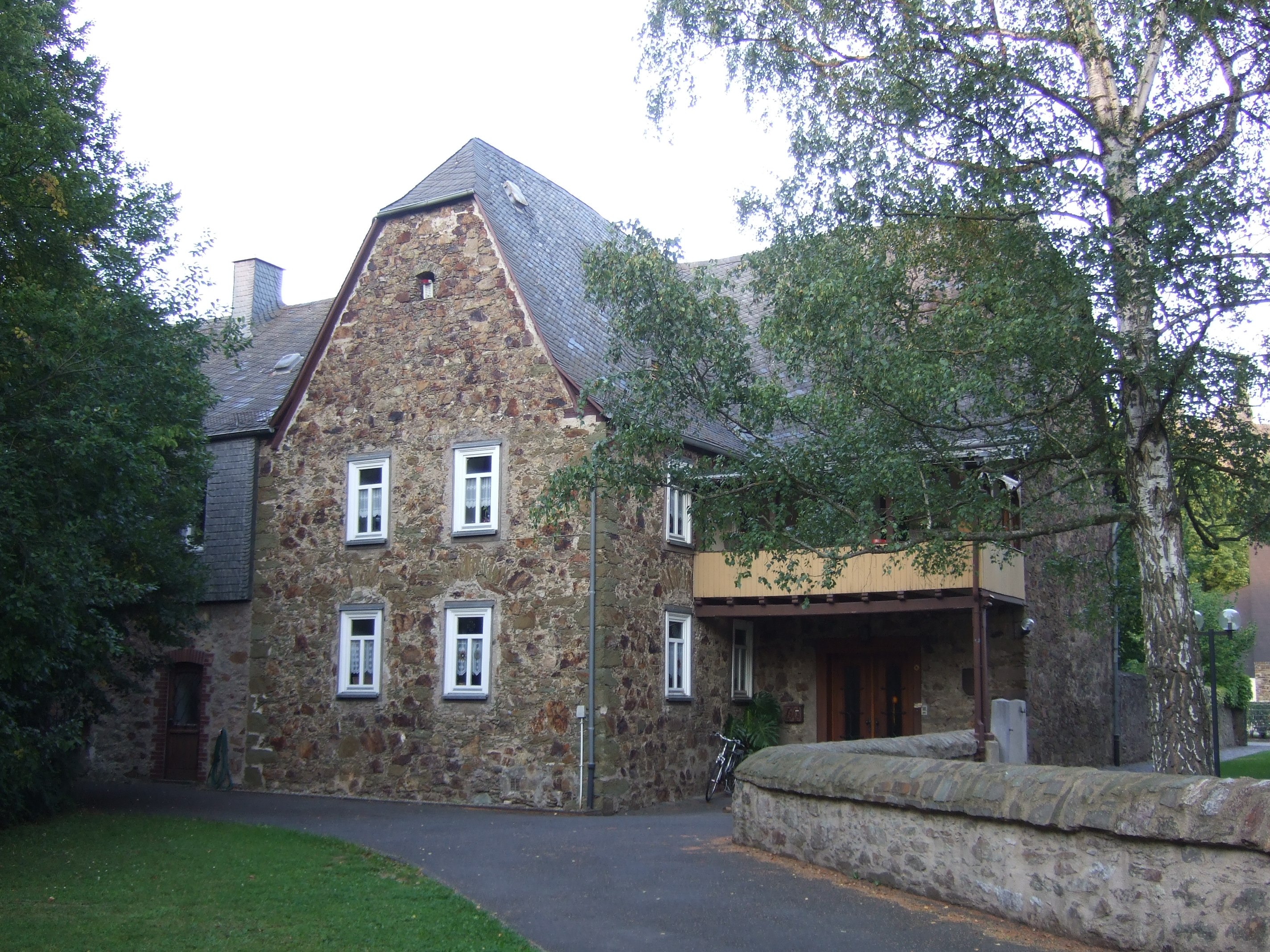
Pfarrhaus
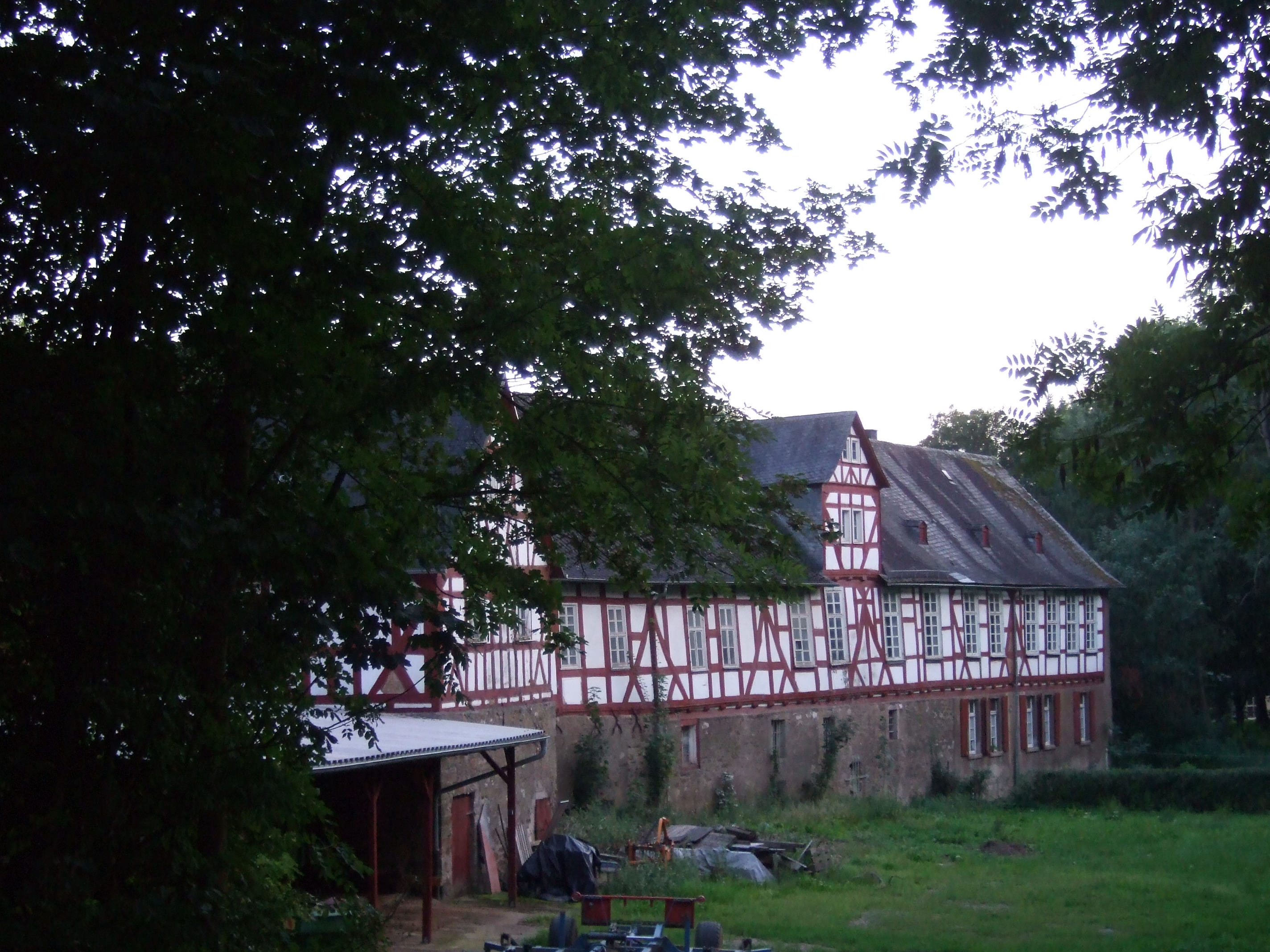
Hofgut
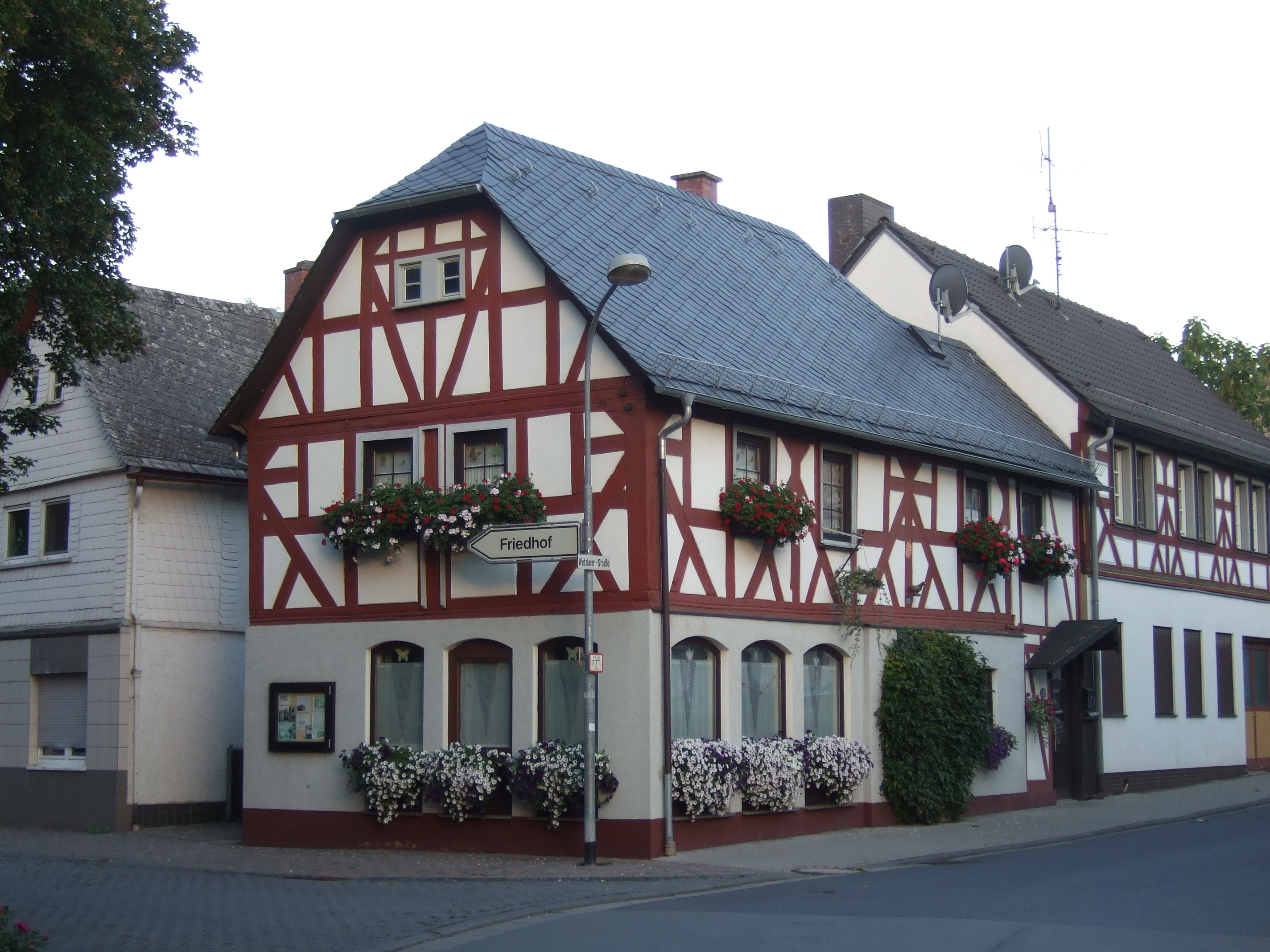
Backhaus des Oberdorfes und Rathaus
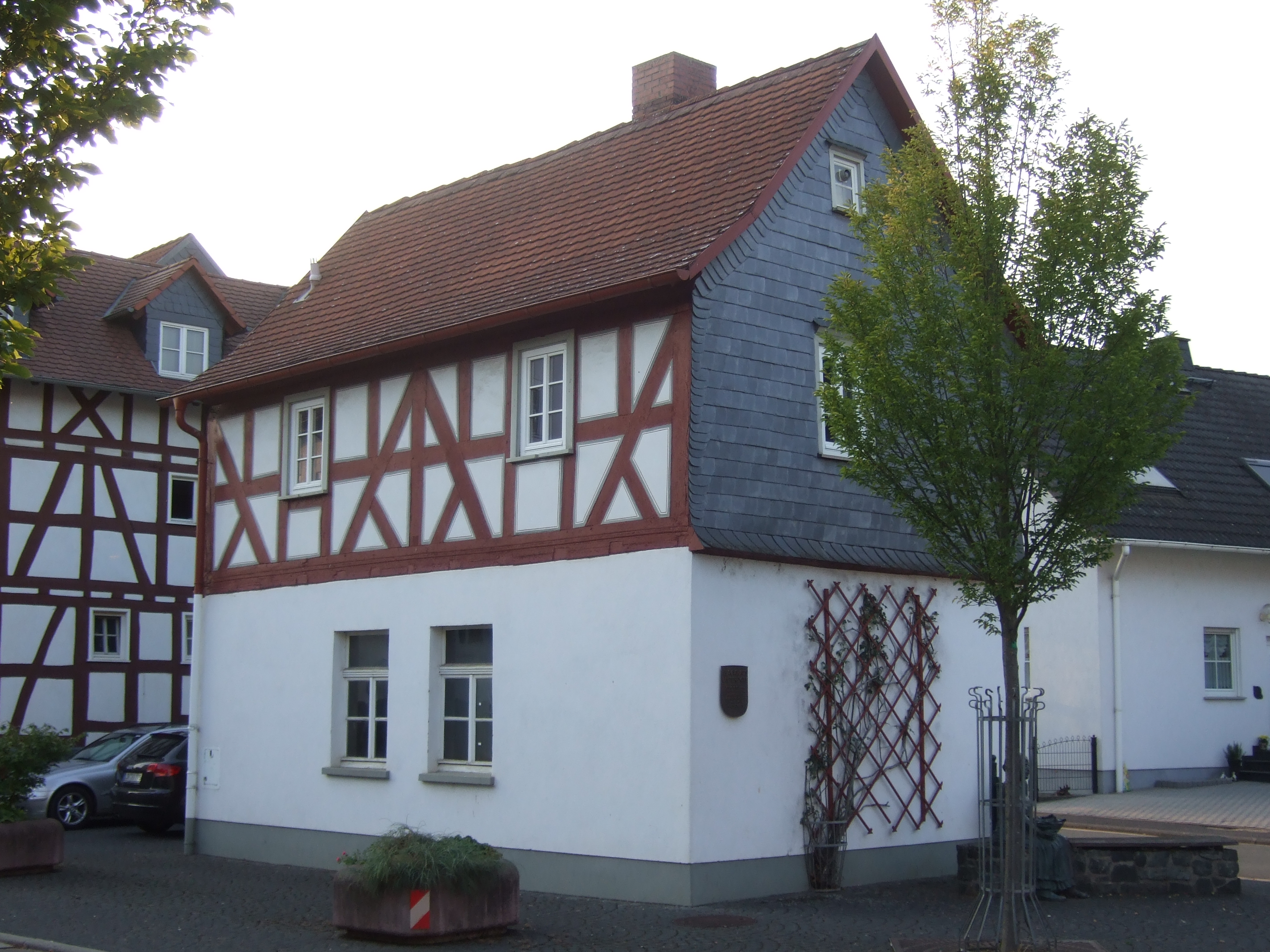
Backhaus des Unterdorfes

## Wirtschaft und Infrastruktur

### Verkehr

#### Straßenverkehr
Das Wetzlarer Kreuz liegt vollständig auf dem Gebiet des Stadtteils Hermannstein. Es verbindet die Bundesautobahnen A 45 und A 480 und ist das einzige Autobahnkreuz in Deutschland, das vollständig in der aufwändigen „Malteserform“ erbaut ist.
Die Landesstraße 3376 führt als „Hermannsteiner Straße“ Richtung Nord-Westen nach Aßlar. Die Landesstraße 3053 führt als „Blasbacher Straße“ Richtung Nord-Osten nach Blasbach und wiederum als „Hermannsteiner Straße“ Richtung Süd-Osten nach Wetzlar-Niedergirmes.

#### Bahnverkehr
Durch Hermannstein verläuft die Dillstrecke auf etwa einem Kilometer, es existiert aber keine Haltestelle. Die nächsten Bahnhöfe liegen in Aßlar und Wetzlar.

#### ÖPNV
Durch Hermannstein führen die Linien 12/13 der Wetzlarer Stadtbuslinien nach Wetzlar, und Aßlar sowie die Regionalbuslinien 200 nach Wetzlar und Aßlar-Bermoll (Haltestelle an der Dillbrücke am Ortsrand), 415 nach Wetzlar und Blasbach - Hohenahr (Haltestellen entlang der Blasbacher Straße) und 471 nach Wetzlar und Katzenfurt (ab Dillbrücke). Insgesamt gibt es im Ort neun Haltestellen.

#### Luftverkehr
Die Entfernung zum Flughafen Frankfurt beträgt etwa 75 Kilometer, zum Regional-Flughafen Siegerland etwa 50 Kilometer.

### Öffentliche Einrichtungen
Das Rathaus, das Feuerwehrhaus der Freiwilligen Feuerwehr Hermannstein und der Bauhof Nord der Stadt Wetzlar befinden sich in der Blasbacher Straße. Im November 2010 wurde das Dialysezentrum Wetzlar Mitte eröffnet, in dessen Gebäude sich auch eine Fachpraxis für Herz-, Kreislauf- und Gefäßerkrankungen sowie ein Pflegekompetenzzentrum befinden.

### Bildung

#### Schulen

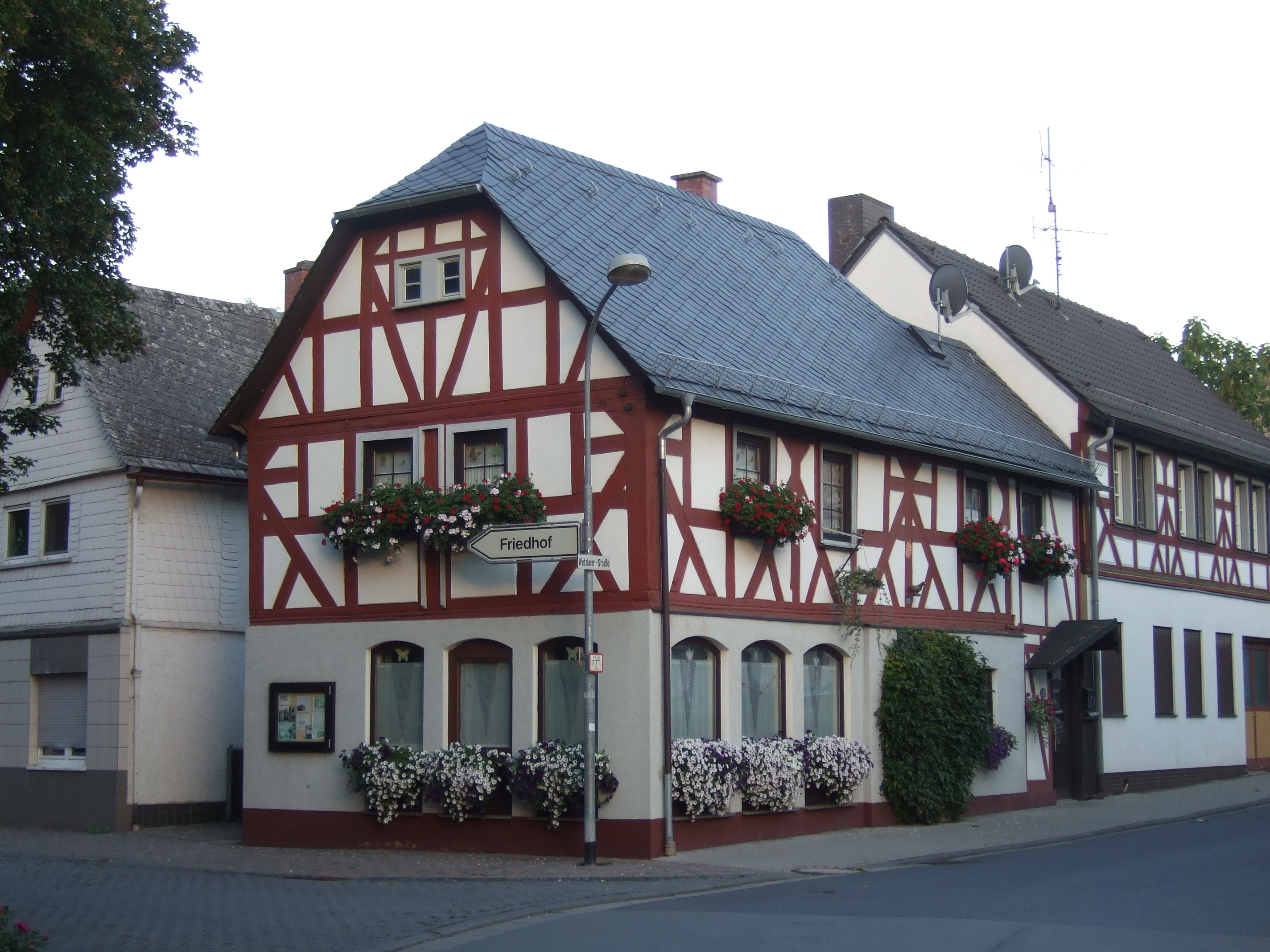
Schulsaal im zweiten Stock des Backhauses.

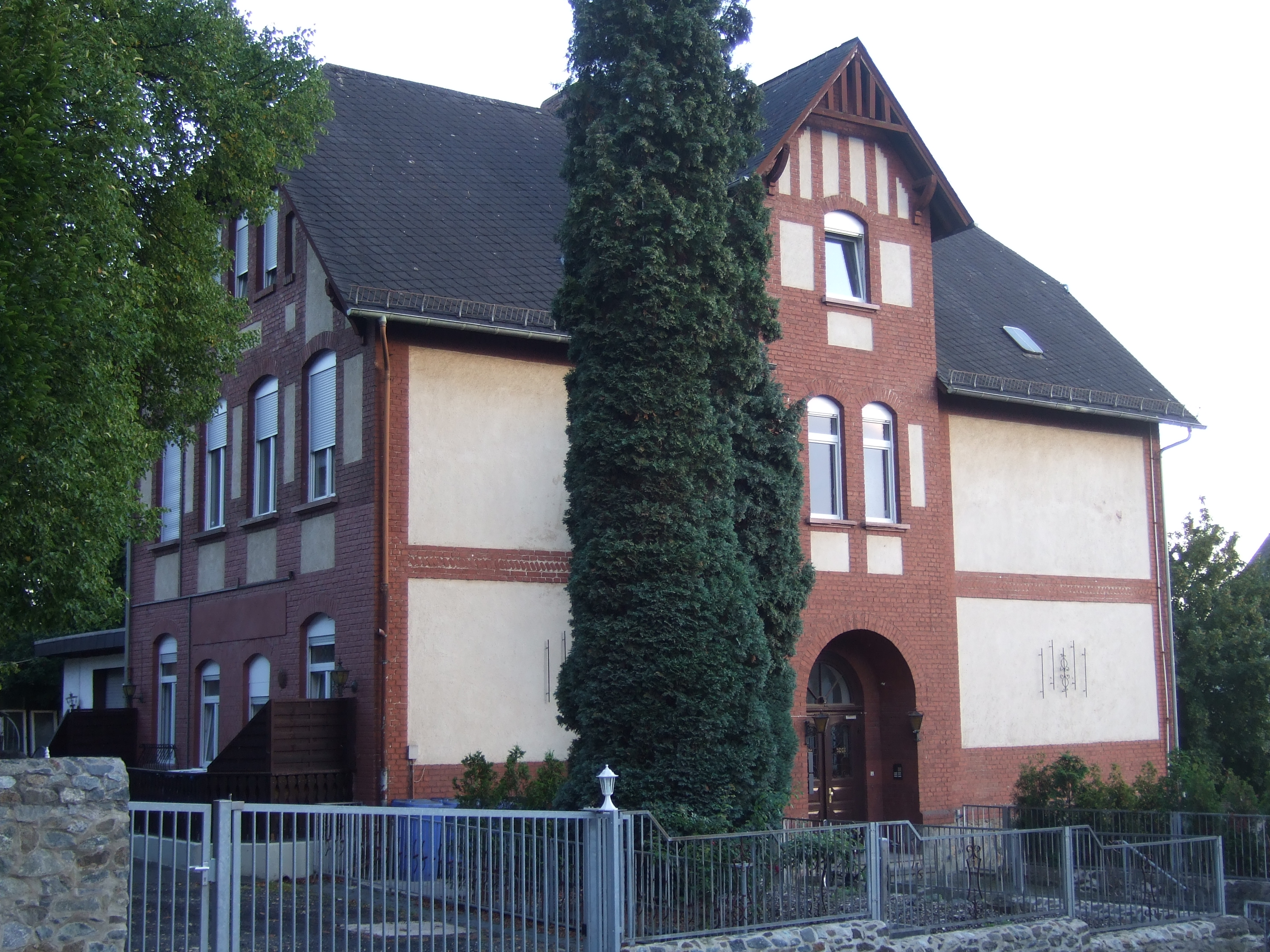
Schule in der Friedenstraße.

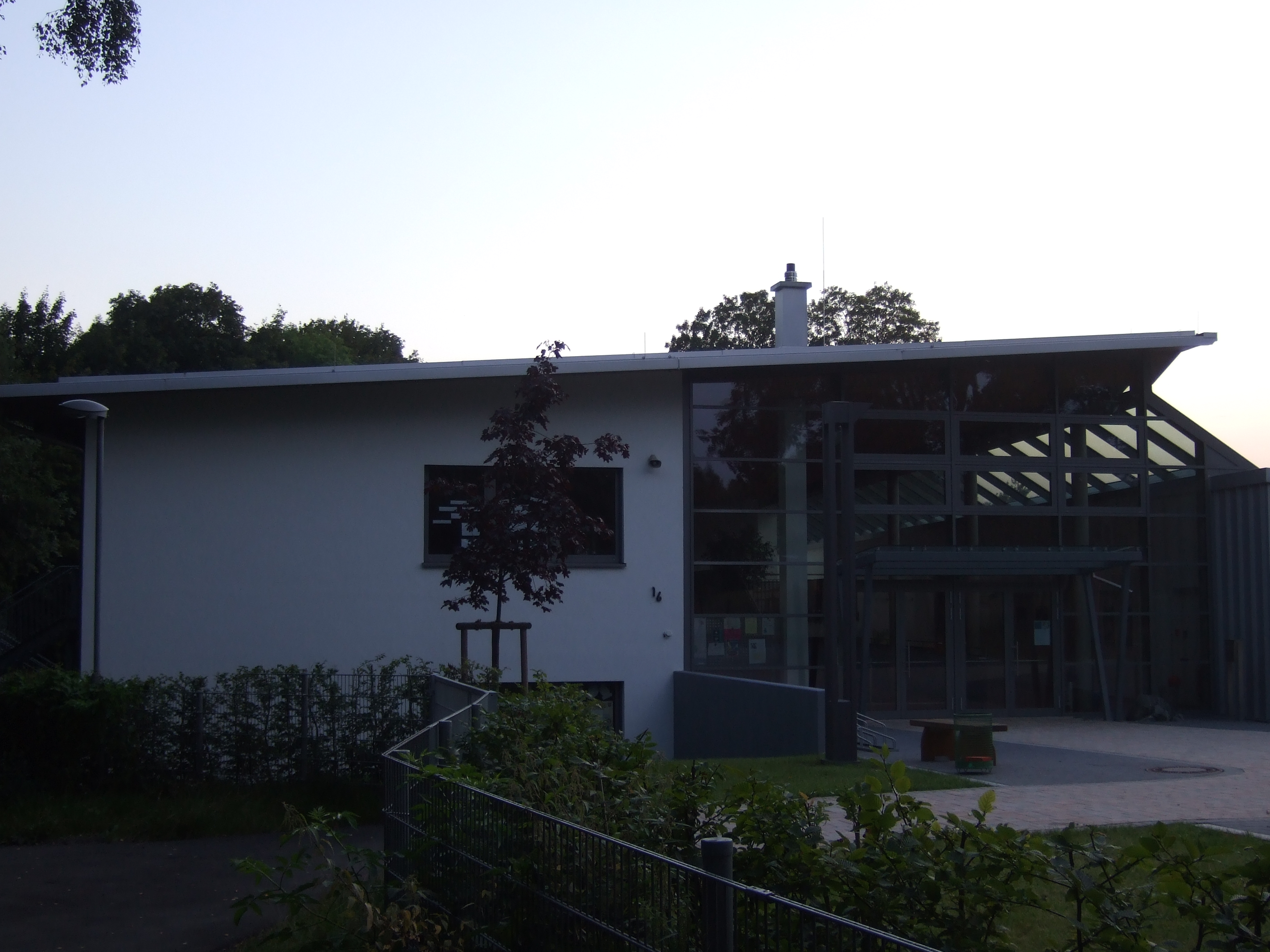
Neubau der Philipp-Schubert-Schule.

Hermannstein besaß schon vor dem Dreißigjährigen Krieg eine eigene Schule. Darüber hinaus stand den Hermannsteinern das Recht zu, ihre Kinder nach Wetzlar in die Schule zu schicken. Dieser Rechtsanspruch geht auf die Schenkung eines Stückes Land an die Wetzlarer Schule zurück. Der ganzjährige Schulunterricht wurde 1780 eingeführt. Mehr als 250 Jahre lang wurde die Schule einklassig geführt. 1842 gab es 105 Schüler in Hermannstein, 1858 unterrichtete ein Lehrer alle 142 Schüler in zwei Gruppen. 1885 wurde zur Unterrichtung der 173 Schüler eine zweite Lehrerstelle eingerichtet. Gleichzeitig musste die Gemeinde auf dem ehemaligen Backhaus in der Wetzlarer Straße einen zweiten Schulsaal einrichten. 1897 wurde eine dritte Lehrerstelle eingerichtet.
Am 19. Dezember 1904 konnte das Schulgebäude in der Friedenstraße eingeweiht werden. Es war das vierte Schulgebäude in der Schulgeschichte Hermannsteins und erhielt 1911 einen Erweiterungsbau.
Ab 1906 wurde die Schule vierklassig, aber erst 1911 wurde eine vierte Lehrerstelle geschaffen, die 1936 wegen sinkender Schülerzahlen vorübergehend gestrichen werden musste. 1927 wurde erstmals eine Lehrerin eingestellt. Die fünfte und sechste Lehrerstelle wurde 1947, die siebte 1949 eingerichtet.
1950 wurden im Dachgeschoss der Schule zwei weitere Klassenräume eingerichtet und 1953 ein neuer Erweiterungsbau seiner Bestimmung übergeben. Für acht Schuljahrgänge standen nun sieben Klassenräume zur Verfügung.
1961 wurde der Schulverband Hermannstein/Blasbach gegründet. Ab 1962 wurden die Blasbacher Oberstufenschüler in Hermannstein unterrichtet. 1963 wurde der Volksschule ein Realschulzweig angeschlossen und 1964 die neuerbaute Volks- und Realschule (Mittelpunktschule Hermannstein-Blasbach, seit 1966 Philipp-Schubert-Schule) eingeweiht. Sie umfasste 17 Klassenräume mit den dazugehörigen Fachräumen, einen Mehrzweckraum, einen Verwaltungstrakt, die Hausmeisterwohnung und eine Turnhalle. Ab 1965 wurden die Blasbacher Untertufenschüler ebenfalls in Hermannstein unterrichtet.
Ab dem Schuljahr 1968/69 führte der Landkreis Wetzlar flächendeckend Gesamtschulen ein. Für Hermannstein bedeutete dies die Umwandlung der bisherigen Volks- und Realschule in eine reine Grundschule. Seit 1. August 1971 ist die Philipp-Schubert-Schule somit eine Grundschule.
Für die Klassen 5 bis 10, die gemeinsam mit den Aßlarer Schülern unterrichtet werden sollten, wurde ein neues Schulgebäude zwischen den Gemeinden Hermannstein und Aßlar gebaut. Die ersten Räume der elften Gesamtschule im Kreis Wetzlar (Alexander-von-Humboldt-Schule) konnten 1972/73 bezogen werden. Zunächst verblieben aber die Klassen 9 und 10 in Hermannstein. Die Philipp-Schubert-Schule trat außerdem zehn Klassenräume an die Sonderschule für Lernbehinderte in Wetzlar ab. 1974 wurde sie eine selbständige Förderschule, die 1979 den Namen Erich-Girolstein-Schule nach dem Begründer des Sonderschulwesens in Wetzlar erhielt.
1977 konnte auch die an der Gesamtschule errichtete Sporthalle eingeweiht werden. Bis zu diesem Zeitpunkt benutzte die Gesamtschule die Turnhalle der Philipp-Schubert-Schule jeweils an zwei Tagen der Woche.
Bei Umbauarbeiten an der Philipp-Schubert-Schule fielen Mängel an der Bausubstanz auf. Daraufhin wurden Betonproben genommen und Untersuchungen in Auftrag gegeben, die eine sofortige Schließung der Gebäude wegen akuter Einsturzgefahr am 16. Mai 2007 zur Folge hatten. Lehrer und Schüler durften mit sofortiger Wirkung ihr Schulgebäude nicht mehr betreten. Die 170 Schüler mussten auf Niedergirmes und Naunheim verteilt werden.
Im November 2009 konnte die neue Turnhalle eingeweiht werden. Am 16. August 2010 wurde die neue Grundschule nach drei Jahren und drei Monaten Bauzeit an die Schüler übergeben. In ihr stehen acht Klassenräume mit Werkraum, eine Aula, ein Computerraum, eine Bibliothek, vier Gruppen- sowie Verwaltungsräume und eine zentrale Pausenhalle zur Verfügung.
Die Schüler der Erich-Girolstein-Schule wurden zunächst in Containern und seit August 2010 zusammen mit den Schülern der Pestalozzi-Schule Wetzlar in deren Gebäude unterrichtet. Der Fusionsprozess der beiden Schulen endete mit der Umbenennung in „Schule an der Brühlsbacher Warte“ im Februar 2011.

#### Kindertagesstätten
Hermannstein verfügt über drei Kindertagesstätten (Regenbogenland, Mullewapp und Panama).

## Persönlichkeiten

### Söhne und Töchter des Stadtteils
- Hermann Spamer (1830–1905), Industrieller, technischer Direktor und Vorstandsmitglied der Ilseder Hütte
- Elli H. Radinger (* 1951), Wolfsexpertin, Fachjournalistin und Autorin
- Vanessa Jean Dedmon (* 1987), Sängerin, Drittplatzierte in der dritten Staffel von Deutschland sucht den Superstar[36]

### Persönlichkeiten, die in Hermannstein gewirkt haben
- Philipp Schubert (1897–1965), Bürgermeister von Hermannstein, Kreistagsvorsitzender und Landrat des Kreises Wetzlar
- Gerhard Dann (1936–2014), Gemeindevertreter in Hermannstein, Abgeordneter des Hessischen Landtags.